# Llista d'asteroides (246001-247000)
Llista d'asteroides del 246.001 al 247.000, amb data de descoberta i descobridor. És un fragment de la llista d'asteroides completa. Als asteroides se'ls dona un número quan es confirma la seva òrbita, per tant apareixen llistats aproximadament segons la data de descobriment.

## 246001-246100
| Nom    | Designació provisional | Data de descobriment   | Lloc de descobriment | Descobridor/s     |
| ------ | ---------------------- | ---------------------- | -------------------- | ----------------- |
| 246001 | 2006 SM349             | 29 de setembre de 2006 | Kitt Peak            | Spacewatch        |
| 246002 | 2006 SV361             | 30 de setembre de 2006 | Mount Lemmon         | Mt. Lemmon Survey |
| 246003 | 2006 SL367             | 25 de setembre de 2006 | Catalina             | CSS               |
| 246004 | 2006 TO12              | 10 d'octubre de 2006   | Palomar              | NEAT              |
| 246005 | 2006 TS12              | 10 d'octubre de 2006   | Palomar              | NEAT              |
| 246006 | 2006 TT13              | 10 d'octubre de 2006   | Palomar              | NEAT              |
| 246007 | 2006 TO14              | 11 d'octubre de 2006   | Kitt Peak            | Spacewatch        |
| 246008 | 2006 TL15              | 11 d'octubre de 2006   | Kitt Peak            | Spacewatch        |
| 246009 | 2006 TF17              | 11 d'octubre de 2006   | Kitt Peak            | Spacewatch        |
| 246010 | 2006 TD20              | 11 d'octubre de 2006   | Kitt Peak            | Spacewatch        |
| 246011 | 2006 TO51              | 12 d'octubre de 2006   | Kitt Peak            | Spacewatch        |
| 246012 | 2006 TU63              | 10 d'octubre de 2006   | Palomar              | NEAT              |
| 246013 | 2006 TB67              | 11 d'octubre de 2006   | Palomar              | NEAT              |
| 246014 | 2006 TN68              | 11 d'octubre de 2006   | Palomar              | NEAT              |
| 246015 | 2006 TA71              | 11 d'octubre de 2006   | Palomar              | NEAT              |
| 246016 | 2006 TT73              | 11 d'octubre de 2006   | Kitt Peak            | Spacewatch        |
| 246017 | 2006 TB78              | 12 d'octubre de 2006   | Palomar              | NEAT              |
| 246018 | 2006 TA79              | 12 d'octubre de 2006   | Kitt Peak            | Spacewatch        |
| 246019 | 2006 TX92              | 15 d'octubre de 2006   | Kitt Peak            | Spacewatch        |
| 246020 | 2006 TU109             | 11 d'octubre de 2006   | Palomar              | NEAT              |
| 246021 | 2006 TS117             | 3 d'octubre de 2006    | Apache Point         | A. C. Becker      |
| 246022 | 2006 UN2               | 16 d'octubre de 2006   | Goodricke-Pigott     | R. A. Tucker      |
| 246023 | 2006 UU13              | 17 d'octubre de 2006   | Mount Lemmon         | Mt. Lemmon Survey |
| 246024 | 2006 UJ43              | 16 d'octubre de 2006   | Kitt Peak            | Spacewatch        |
| 246025 | 2006 UE54              | 17 d'octubre de 2006   | Catalina             | CSS               |
| 246026 | 2006 UF54              | 17 d'octubre de 2006   | Catalina             | CSS               |
| 246027 | 2006 UF56              | 18 d'octubre de 2006   | Kitt Peak            | Spacewatch        |
| 246028 | 2006 UJ67              | 16 d'octubre de 2006   | Catalina             | CSS               |
| 246029 | 2006 UB71              | 16 d'octubre de 2006   | Catalina             | CSS               |
| 246030 | 2006 UB75              | 17 d'octubre de 2006   | Catalina             | CSS               |
| 246031 | 2006 UW76              | 17 d'octubre de 2006   | Kitt Peak            | Spacewatch        |
| 246032 | 2006 UT89              | 17 d'octubre de 2006   | Kitt Peak            | Spacewatch        |
| 246033 | 2006 UV89              | 17 d'octubre de 2006   | Kitt Peak            | Spacewatch        |
| 246034 | 2006 UT95              | 18 d'octubre de 2006   | Kitt Peak            | Spacewatch        |
| 246035 | 2006 UA115             | 19 d'octubre de 2006   | Kitt Peak            | Spacewatch        |
| 246036 | 2006 UL137             | 19 d'octubre de 2006   | Catalina             | CSS               |
| 246037 | 2006 UB150             | 20 d'octubre de 2006   | Catalina             | CSS               |
| 246038 | 2006 UD150             | 20 d'octubre de 2006   | Catalina             | CSS               |
| 246039 | 2006 US175             | 16 d'octubre de 2006   | Catalina             | CSS               |
| 246040 | 2006 UN176             | 16 d'octubre de 2006   | Catalina             | CSS               |
| 246041 | 2006 UF187             | 19 d'octubre de 2006   | Catalina             | CSS               |
| 246042 | 2006 UD189             | 19 d'octubre de 2006   | Catalina             | CSS               |
| 246043 | 2006 UO190             | 19 d'octubre de 2006   | Catalina             | CSS               |
| 246044 | 2006 UG193             | 20 d'octubre de 2006   | Mount Lemmon         | Mt. Lemmon Survey |
| 246045 | 2006 UU198             | 20 d'octubre de 2006   | Mount Lemmon         | Mt. Lemmon Survey |
| 246046 | 2006 US209             | 23 d'octubre de 2006   | Kitt Peak            | Spacewatch        |
| 246047 | 2006 UC221             | 17 d'octubre de 2006   | Kitt Peak            | Spacewatch        |
| 246048 | 2006 UT230             | 21 d'octubre de 2006   | Palomar              | NEAT              |
| 246049 | 2006 UR231             | 21 d'octubre de 2006   | Palomar              | NEAT              |
| 246050 | 2006 UM236             | 23 d'octubre de 2006   | Kitt Peak            | Spacewatch        |
| 246051 | 2006 UN237             | 23 d'octubre de 2006   | Kitt Peak            | Spacewatch        |
| 246052 | 2006 UB253             | 27 d'octubre de 2006   | Mount Lemmon         | Mt. Lemmon Survey |
| 246053 | 2006 UA338             | 22 d'octubre de 2006   | Mount Lemmon         | Mt. Lemmon Survey |
| 246054 | 2006 UX338             | 28 d'octubre de 2006   | Kitt Peak            | Spacewatch        |
| 246055 | 2006 VP6               | 10 de novembre de 2006 | Kitt Peak            | Spacewatch        |
| 246056 | 2006 VM9               | 11 de novembre de 2006 | Catalina             | CSS               |
| 246057 | 2006 VH25              | 10 de novembre de 2006 | Kitt Peak            | Spacewatch        |
| 246058 | 2006 VT31              | 11 de novembre de 2006 | Kitt Peak            | Spacewatch        |
| 246059 | 2006 VL48              | 10 de novembre de 2006 | Socorro              | LINEAR            |
| 246060 | 2006 VY51              | 11 de novembre de 2006 | Kitt Peak            | Spacewatch        |
| 246061 | 2006 VX52              | 11 de novembre de 2006 | Kitt Peak            | Spacewatch        |
| 246062 | 2006 VV65              | 11 de novembre de 2006 | Kitt Peak            | Spacewatch        |
| 246063 | 2006 VS73              | 11 de novembre de 2006 | Mount Lemmon         | Mt. Lemmon Survey |
| 246064 | 2006 VL94              | 15 de novembre de 2006 | Catalina             | CSS               |
| 246065 | 2006 VB99              | 11 de novembre de 2006 | Mount Lemmon         | Mt. Lemmon Survey |
| 246066 | 2006 VK120             | 14 de novembre de 2006 | Mount Lemmon         | Mt. Lemmon Survey |
| 246067 | 2006 VE129             | 15 de novembre de 2006 | Socorro              | LINEAR            |
| 246068 | 2006 VM149             | 2 de novembre de 2006  | Catalina             | CSS               |
| 246069 | 2006 VZ168             | 14 de novembre de 2006 | Kitt Peak            | Spacewatch        |
| 246070 | 2006 WD42              | 16 de novembre de 2006 | Mount Lemmon         | Mt. Lemmon Survey |
| 246071 | 2006 WH44              | 16 de novembre de 2006 | Kitt Peak            | Spacewatch        |
| 246072 | 2006 WJ57              | 17 de novembre de 2006 | Kitt Peak            | Spacewatch        |
| 246073 | 2006 WC62              | 17 de novembre de 2006 | Catalina             | CSS               |
| 246074 | 2006 WA107             | 19 de novembre de 2006 | Catalina             | CSS               |
| 246075 | 2006 WK120             | 21 de novembre de 2006 | Socorro              | LINEAR            |
| 246076 | 2006 WB150             | 20 de novembre de 2006 | Kitt Peak            | Spacewatch        |
| 246077 | 2006 WO198             | 16 de novembre de 2006 | Kitt Peak            | Spacewatch        |
| 246078 | 2006 WS198             | 20 de novembre de 2006 | Catalina             | CSS               |
| 246079 | 2006 XD4               | 14 de desembre de 2006 | Kitami               | K. Endate         |
| 246080 | 2006 XC5               | 1 de desembre de 2006  | Catalina             | CSS               |
| 246081 | 2006 XN5               | 6 de desembre de 2006  | Palomar              | NEAT              |
| 246082 | 2006 XT16              | 10 de desembre de 2006 | Kitt Peak            | Spacewatch        |
| 246083 | 2006 XQ17              | 10 de desembre de 2006 | Kitt Peak            | Spacewatch        |
| 246084 | 2006 XX34              | 11 de desembre de 2006 | Kitt Peak            | Spacewatch        |
| 246085 | 2006 XM51              | 14 de desembre de 2006 | Kitt Peak            | Spacewatch        |
| 246086 | 2006 YQ33              | 21 de desembre de 2006 | Kitt Peak            | Spacewatch        |
| 246087 | 2007 AL3               | 8 de gener de 2007     | Kitt Peak            | Spacewatch        |
| 246088 | 2007 AW8               | 9 de gener de 2007     | Marly                | P. Kocher         |
| 246089 | 2007 AA12              | 14 de gener de 2007    | Crni Vrh             | Crni Vrh          |
| 246090 | 2007 AN25              | 15 de gener de 2007    | Goodricke-Pigott     | R. A. Tucker      |
| 246091 | 2007 AW25              | 15 de gener de 2007    | Anderson Mesa        | LONEOS            |
| 246092 | 2007 BS1               | 16 de gener de 2007    | Catalina             | CSS               |
| 246093 | 2007 BR39              | 24 de gener de 2007    | Mount Lemmon         | Mt. Lemmon Survey |
| 246094 | 2007 CS44              | 8 de febrer de 2007    | Palomar              | NEAT              |
| 246095 | 2007 DQ102             | 16 de febrer de 2007   | Mount Lemmon         | Mt. Lemmon Survey |
| 246096 | 2007 EL25              | 10 de març de 2007     | Mount Lemmon         | Mt. Lemmon Survey |
| 246097 | 2007 EN63              | 10 de març de 2007     | Kitt Peak            | Spacewatch        |
| 246098 | 2007 EA82              | 11 de març de 2007     | Mount Lemmon         | Mt. Lemmon Survey |
| 246099 | 2007 EL96              | 10 de març de 2007     | Mount Lemmon         | Mt. Lemmon Survey |
| 246100 | 2007 EV136             | 10 de març de 2007     | Palomar              | NEAT              |

## 246101-246200
| Nom                | Designació provisional | Data de descobriment   | Lloc de descobriment | Descobridor/s          |
| ------------------ | ---------------------- | ---------------------- | -------------------- | ---------------------- |
| 246101             | 2007 ED145             | 12 de març de 2007     | Mount Lemmon         | Mt. Lemmon Survey      |
| 246102             | 2007 EY156             | 12 de març de 2007     | Kitt Peak            | Spacewatch             |
| 246103             | 2007 ER160             | 14 de març de 2007     | Mount Lemmon         | Mt. Lemmon Survey      |
| 246104             | 2007 EB163             | 15 de març de 2007     | Mount Lemmon         | Mt. Lemmon Survey      |
| 246105             | 2007 EE173             | 14 de març de 2007     | Kitt Peak            | Spacewatch             |
| 246106             | 2007 EE188             | 11 de març de 2007     | Mount Lemmon         | Mt. Lemmon Survey      |
| 246107             | 2007 FM24              | 20 de març de 2007     | Anderson Mesa        | LONEOS                 |
| 246108             | 2007 FT27              | 20 de març de 2007     | Mount Lemmon         | Mt. Lemmon Survey      |
| 246109             | 2007 FE31              | 20 de març de 2007     | Mount Lemmon         | Mt. Lemmon Survey      |
| 246110             | 2007 FP41              | 26 de març de 2007     | Mount Lemmon         | Mt. Lemmon Survey      |
| 246111             | 2007 FC50              | 20 de març de 2007     | Catalina             | CSS                    |
| 246112             | 2007 GJ54              | 15 d'abril de 2007     | Kitt Peak            | Spacewatch             |
| 246113             | 2007 GY69              | 15 d'abril de 2007     | Mount Lemmon         | Mt. Lemmon Survey      |
| 246114             | 2007 GR70              | 15 d'abril de 2007     | Mount Lemmon         | Mt. Lemmon Survey      |
| 246115             | 2007 HC7               | 16 d'abril de 2007     | Socorro              | LINEAR                 |
| 246116             | 2007 HS44              | 18 d'abril de 2007     | Mount Lemmon         | Mt. Lemmon Survey      |
| 246117             | 2007 HD50              | 20 d'abril de 2007     | Kitt Peak            | Spacewatch             |
| 246118             | 2007 HB88              | 20 d'abril de 2007     | Tiki                 | N. Teamo               |
| 246119             | 2007 JC1               | 7 de maig de 2007      | Kitt Peak            | Spacewatch             |
| 246120             | 2007 JJ3               | 6 de maig de 2007      | Kitt Peak            | Spacewatch             |
| 246121             | 2007 JD11              | 7 de maig de 2007      | Kitt Peak            | Spacewatch             |
| 246122             | 2007 JV12              | 7 de maig de 2007      | Kitt Peak            | Spacewatch             |
| 246123             | 2007 JF13              | 7 de maig de 2007      | Lulin                | LUSS                   |
| 246124             | 2007 JW22              | 11 de maig de 2007     | Lulin                | LUSS                   |
| 246125             | 2007 JO42              | 11 de maig de 2007     | Catalina             | CSS                    |
| 246126             | 2007 KY3               | 21 de maig de 2007     | Catalina             | CSS                    |
| 246127             | 2007 LF16              | 10 de juny de 2007     | Kitt Peak            | Spacewatch             |
| 246128             | 2007 LY18              | 9 de juny de 2007      | Catalina             | CSS                    |
| 246129             | 2007 LT25              | 14 de juny de 2007     | Kitt Peak            | Spacewatch             |
| 246130             | 2007 LK29              | 15 de juny de 2007     | Kitt Peak            | Spacewatch             |
| 246131             | 2007 LV33              | 12 de juny de 2007     | Catalina             | CSS                    |
| 246132 Lugyny      | 2007 NM1               | 9 de juliol de 2007    | Andrushivka          | Andrushivka            |
| 246133             | 2007 NS1               | 12 de juliol de 2007   | La Sagra             | La Sagra               |
| 246134             | 2007 NA4               | 13 de juliol de 2007   | Tiki                 | N. Teamo               |
| 246135             | 2007 NB6               | 10 de juliol de 2007   | Siding Spring        | Siding Spring Survey   |
| 246136             | 2007 NM6               | 10 de juliol de 2007   | Siding Spring        | Siding Spring Survey   |
| 246137             | 2007 OC                | 16 de juliol de 2007   | La Sagra             | La Sagra               |
| 246138             | 2007 OG3               | 19 de juliol de 2007   | Catalina             | CSS                    |
| 246139             | 2007 OF8               | 25 de juliol de 2007   | Lulin                | LUSS                   |
| 246140             | 2007 PM                | 5 d'agost de 2007      | Dauban               | Chante-Perdrix         |
| 246141             | 2007 PV                | 4 d'agost de 2007      | Reedy Creek          | J. Broughton           |
| 246142             | 2007 PC3               | 4 d'agost de 2007      | Siding Spring        | Siding Spring Survey   |
| 246143             | 2007 PF5               | 5 d'agost de 2007      | Socorro              | LINEAR                 |
| 246144             | 2007 PA6               | 8 d'agost de 2007      | Socorro              | LINEAR                 |
| 246145             | 2007 PE9               | 11 d'agost de 2007     | Dauban               | Chante-Perdrix         |
| 246146             | 2007 PQ10              | 9 d'agost de 2007      | Socorro              | LINEAR                 |
| 246147             | 2007 PM16              | 8 d'agost de 2007      | Socorro              | LINEAR                 |
| 246148             | 2007 PC24              | 12 d'agost de 2007     | Socorro              | LINEAR                 |
| 246149             | 2007 PE24              | 12 d'agost de 2007     | Socorro              | LINEAR                 |
| 246150             | 2007 PF24              | 12 d'agost de 2007     | Socorro              | LINEAR                 |
| 246151             | 2007 PW24              | 12 d'agost de 2007     | Socorro              | LINEAR                 |
| 246152             | 2007 PX25              | 8 d'agost de 2007      | Socorro              | LINEAR                 |
| 246153 Waltermaria | 2007 PW30              | 15 d'agost de 2007     | San Marcello         | San Marcello           |
| 246154             | 2007 PB31              | 5 d'agost de 2007      | Socorro              | LINEAR                 |
| 246155             | 2007 PR33              | 12 d'agost de 2007     | Socorro              | LINEAR                 |
| 246156             | 2007 PF35              | 9 d'agost de 2007      | Socorro              | LINEAR                 |
| 246157             | 2007 PT35              | 11 d'agost de 2007     | Socorro              | LINEAR                 |
| 246158             | 2007 PC37              | 13 d'agost de 2007     | Socorro              | LINEAR                 |
| 246159             | 2007 PY39              | 15 d'agost de 2007     | Socorro              | LINEAR                 |
| 246160             | 2007 PE40              | 10 d'agost de 2007     | Kitt Peak            | Spacewatch             |
| 246161             | 2007 PQ45              | 13 d'agost de 2007     | Siding Spring        | Siding Spring Survey   |
| 246162             | 2007 QR                | 16 d'agost de 2007     | Purple Mountain      | PMO NEO Survey Program |
| 246163             | 2007 QV2               | 19 d'agost de 2007     | La Sagra             | La Sagra               |
| 246164 Zdvyzhensk  | 2007 QH3               | 22 d'agost de 2007     | Andrushivka          | Andrushivka            |
| 246165             | 2007 QT11              | 23 d'agost de 2007     | Kitt Peak            | Spacewatch             |
| 246166             | 2007 RQ5               | 5 de setembre de 2007  | La Sagra             | La Sagra               |
| 246167             | 2007 RF8               | 5 de setembre de 2007  | Marly                | P. Kocher              |
| 246168             | 2007 RE13              | 3 de setembre de 2007  | Catalina             | CSS                    |
| 246169             | 2007 RQ13              | 11 de setembre de 2007 | Goodricke-Pigott     | R. A. Tucker           |
| 246170             | 2007 RY13              | 6 de setembre de 2007  | La Sagra             | La Sagra               |
| 246171             | 2007 RU15              | 4 de setembre de 2007  | Rimbach              | M. Koenig              |
| 246172             | 2007 RL16              | 13 de setembre de 2007 | Mayhill              | A. Lowe                |
| 246173             | 2007 RN17              | 12 de setembre de 2007 | Bisei SG Center      | BATTeRS                |
| 246174             | 2007 RF23              | 3 de setembre de 2007  | Catalina             | CSS                    |
| 246175             | 2007 RT27              | 4 de setembre de 2007  | Catalina             | CSS                    |
| 246176             | 2007 RV32              | 5 de setembre de 2007  | Catalina             | CSS                    |
| 246177             | 2007 RN33              | 5 de setembre de 2007  | Catalina             | CSS                    |
| 246178             | 2007 RD38              | 8 de setembre de 2007  | Anderson Mesa        | LONEOS                 |
| 246179             | 2007 RL38              | 8 de setembre de 2007  | Anderson Mesa        | LONEOS                 |
| 246180             | 2007 RC45              | 9 de setembre de 2007  | Kitt Peak            | Spacewatch             |
| 246181             | 2007 RP47              | 9 de setembre de 2007  | Mount Lemmon         | Mt. Lemmon Survey      |
| 246182             | 2007 RS48              | 9 de setembre de 2007  | Mount Lemmon         | Mt. Lemmon Survey      |
| 246183             | 2007 RC57              | 9 de setembre de 2007  | Kitt Peak            | Spacewatch             |
| 246184             | 2007 RA58              | 9 de setembre de 2007  | Anderson Mesa        | LONEOS                 |
| 246185             | 2007 RH58              | 9 de setembre de 2007  | Kitt Peak            | Spacewatch             |
| 246186             | 2007 RN58              | 9 de setembre de 2007  | Kitt Peak            | Spacewatch             |
| 246187             | 2007 RO58              | 9 de setembre de 2007  | Kitt Peak            | Spacewatch             |
| 246188             | 2007 RY68              | 10 de setembre de 2007 | Kitt Peak            | Spacewatch             |
| 246189             | 2007 RE69              | 10 de setembre de 2007 | Kitt Peak            | Spacewatch             |
| 246190             | 2007 RT82              | 10 de setembre de 2007 | Mount Lemmon         | Mt. Lemmon Survey      |
| 246191             | 2007 RY83              | 10 de setembre de 2007 | Kitt Peak            | Spacewatch             |
| 246192             | 2007 RH88              | 10 de setembre de 2007 | Mount Lemmon         | Mt. Lemmon Survey      |
| 246193             | 2007 RD99              | 11 de setembre de 2007 | Kitt Peak            | Spacewatch             |
| 246194             | 2007 RG102             | 11 de setembre de 2007 | Catalina             | CSS                    |
| 246195             | 2007 RD106             | 11 de setembre de 2007 | Catalina             | CSS                    |
| 246196             | 2007 RR109             | 11 de setembre de 2007 | Kitt Peak            | Spacewatch             |
| 246197             | 2007 RY116             | 11 de setembre de 2007 | Kitt Peak            | Spacewatch             |
| 246198             | 2007 RW128             | 12 de setembre de 2007 | Mount Lemmon         | Mt. Lemmon Survey      |
| 246199             | 2007 RM129             | 12 de setembre de 2007 | Mount Lemmon         | Mt. Lemmon Survey      |
| 246200             | 2007 RN132             | 13 de setembre de 2007 | Mount Lemmon         | Mt. Lemmon Survey      |

## 246201-246300
| Nom             | Designació provisional | Data de descobriment   | Lloc de descobriment | Descobridor/s          |
| --------------- | ---------------------- | ---------------------- | -------------------- | ---------------------- |
| 246201          | 2007 RH135             | 12 de setembre de 2007 | Goodricke-Pigott     | R. A. Tucker           |
| 246202          | 2007 RC136             | 14 de setembre de 2007 | Mount Lemmon         | Mt. Lemmon Survey      |
| 246203          | 2007 RO139             | 13 de setembre de 2007 | Socorro              | LINEAR                 |
| 246204          | 2007 RA142             | 13 de setembre de 2007 | Socorro              | LINEAR                 |
| 246205          | 2007 RY142             | 14 de setembre de 2007 | Socorro              | LINEAR                 |
| 246206          | 2007 RV143             | 14 de setembre de 2007 | Socorro              | LINEAR                 |
| 246207          | 2007 RS144             | 14 de setembre de 2007 | Socorro              | LINEAR                 |
| 246208          | 2007 RW144             | 14 de setembre de 2007 | Socorro              | LINEAR                 |
| 246209          | 2007 RZ149             | 12 de setembre de 2007 | Lulin                | LUSS                   |
| 246210          | 2007 RF150             | 13 de setembre de 2007 | Catalina             | CSS                    |
| 246211          | 2007 RE153             | 10 de setembre de 2007 | Kitt Peak            | Spacewatch             |
| 246212          | 2007 RR164             | 10 de setembre de 2007 | Kitt Peak            | Spacewatch             |
| 246213          | 2007 RP165             | 10 de setembre de 2007 | Kitt Peak            | Spacewatch             |
| 246214          | 2007 RE167             | 10 de setembre de 2007 | Kitt Peak            | Spacewatch             |
| 246215          | 2007 RC169             | 10 de setembre de 2007 | Kitt Peak            | Spacewatch             |
| 246216          | 2007 RL173             | 10 de setembre de 2007 | Kitt Peak            | Spacewatch             |
| 246217          | 2007 RX175             | 8 de setembre de 2007  | Mount Lemmon         | Mt. Lemmon Survey      |
| 246218          | 2007 RE176             | 9 de setembre de 2007  | Mount Lemmon         | Mt. Lemmon Survey      |
| 246219          | 2007 RF179             | 10 de setembre de 2007 | Mount Lemmon         | Mt. Lemmon Survey      |
| 246220          | 2007 RK186             | 13 de setembre de 2007 | Mount Lemmon         | Mt. Lemmon Survey      |
| 246221          | 2007 RR194             | 12 de setembre de 2007 | Kitt Peak            | Spacewatch             |
| 246222          | 2007 RL203             | 13 de setembre de 2007 | Kitt Peak            | Spacewatch             |
| 246223          | 2007 RX204             | 9 de setembre de 2007  | Kitt Peak            | Spacewatch             |
| 246224          | 2007 RU208             | 10 de setembre de 2007 | Kitt Peak            | Spacewatch             |
| 246225          | 2007 RX209             | 10 de setembre de 2007 | Kitt Peak            | Spacewatch             |
| 246226          | 2007 RH212             | 11 de setembre de 2007 | Kitt Peak            | Spacewatch             |
| 246227          | 2007 RJ217             | 13 de setembre de 2007 | Mount Lemmon         | Mt. Lemmon Survey      |
| 246228          | 2007 RK232             | 11 de setembre de 2007 | Purple Mountain      | PMO NEO Survey Program |
| 246229          | 2007 RQ232             | 11 de setembre de 2007 | Purple Mountain      | PMO NEO Survey Program |
| 246230          | 2007 RU239             | 14 de setembre de 2007 | Catalina             | CSS                    |
| 246231          | 2007 RC241             | 10 de setembre de 2007 | Catalina             | CSS                    |
| 246232          | 2007 RN241             | 12 de setembre de 2007 | Catalina             | CSS                    |
| 246233          | 2007 RW250             | 13 de setembre de 2007 | Kitt Peak            | Spacewatch             |
| 246234          | 2007 RT254             | 14 de setembre de 2007 | Kitt Peak            | Spacewatch             |
| 246235          | 2007 RK256             | 14 de setembre de 2007 | Catalina             | CSS                    |
| 246236          | 2007 RV260             | 14 de setembre de 2007 | Kitt Peak            | Spacewatch             |
| 246237          | 2007 RB274             | 15 de setembre de 2007 | Kitt Peak            | Spacewatch             |
| 246238 Crampton | 2007 RL274             | 5 de setembre de 2007  | Mauna Kea            | D. D. Balam            |
| 246239          | 2007 RF278             | 5 de setembre de 2007  | Catalina             | CSS                    |
| 246240          | 2007 RY286             | 5 de setembre de 2007  | Catalina             | CSS                    |
| 246241          | 2007 RQ301             | 13 de setembre de 2007 | Mount Lemmon         | Mt. Lemmon Survey      |
| 246242          | 2007 RW309             | 13 de setembre de 2007 | Mount Lemmon         | Mt. Lemmon Survey      |
| 246243          | 2007 RH323             | 15 de setembre de 2007 | Mount Lemmon         | Mt. Lemmon Survey      |
| 246244          | 2007 SV5               | 19 de setembre de 2007 | Socorro              | LINEAR                 |
| 246245          | 2007 SX5               | 21 de setembre de 2007 | Socorro              | LINEAR                 |
| 246246          | 2007 SD7               | 18 de setembre de 2007 | Kitt Peak            | Spacewatch             |
| 246247          | 2007 SP14              | 20 de setembre de 2007 | Lulin                | LUSS                   |
| 246248          | 2007 TX                | 2 d'octubre de 2007    | Charleston           | Charleston             |
| 246249          | 2007 TV3               | 5 d'octubre de 2007    | Bergisch Gladbac     | W. Bickel              |
| 246250          | 2007 TN4               | 6 d'octubre de 2007    | 7300                 | W. K. Y. Yeung         |
| 246251          | 2007 TU6               | 6 d'octubre de 2007    | La Sagra             | La Sagra               |
| 246252          | 2007 TY6               | 6 d'octubre de 2007    | La Sagra             | La Sagra               |
| 246253          | 2007 TF7               | 7 d'octubre de 2007    | Dauban               | Chante-Perdrix         |
| 246254          | 2007 TV7               | 7 d'octubre de 2007    | Altschwendt          | W. Ries                |
| 246255          | 2007 TR12              | 6 d'octubre de 2007    | Socorro              | LINEAR                 |
| 246256          | 2007 TQ13              | 6 d'octubre de 2007    | Socorro              | LINEAR                 |
| 246257          | 2007 TS13              | 6 d'octubre de 2007    | Socorro              | LINEAR                 |
| 246258          | 2007 TU14              | 8 d'octubre de 2007    | Altschwendt          | W. Ries                |
| 246259          | 2007 TC15              | 8 d'octubre de 2007    | 7300                 | W. K. Y. Yeung         |
| 246260          | 2007 TV16              | 6 d'octubre de 2007    | Kitt Peak            | Spacewatch             |
| 246261          | 2007 TW16              | 6 d'octubre de 2007    | Kitt Peak            | Spacewatch             |
| 246262          | 2007 TJ17              | 7 d'octubre de 2007    | Calvin-Rehoboth      | Calvin College         |
| 246263          | 2007 TV17              | 7 d'octubre de 2007    | Dauban               | Chante-Perdrix         |
| 246264          | 2007 TR25              | 4 d'octubre de 2007    | Kitt Peak            | Spacewatch             |
| 246265          | 2007 TY25              | 4 d'octubre de 2007    | Kitt Peak            | Spacewatch             |
| 246266          | 2007 TW26              | 4 d'octubre de 2007    | Kitt Peak            | Spacewatch             |
| 246267          | 2007 TN29              | 4 d'octubre de 2007    | Kitt Peak            | Spacewatch             |
| 246268          | 2007 TD30              | 4 d'octubre de 2007    | Kitt Peak            | Spacewatch             |
| 246269          | 2007 TF32              | 6 d'octubre de 2007    | Kitt Peak            | Spacewatch             |
| 246270          | 2007 TR34              | 6 d'octubre de 2007    | Kitt Peak            | Spacewatch             |
| 246271          | 2007 TJ40              | 6 d'octubre de 2007    | Kitt Peak            | Spacewatch             |
| 246272          | 2007 TO41              | 6 d'octubre de 2007    | Kitt Peak            | Spacewatch             |
| 246273          | 2007 TW44              | 7 d'octubre de 2007    | Catalina             | CSS                    |
| 246274          | 2007 TY45              | 7 d'octubre de 2007    | Catalina             | CSS                    |
| 246275          | 2007 TS46              | 4 d'octubre de 2007    | Kitt Peak            | Spacewatch             |
| 246276          | 2007 TQ47              | 4 d'octubre de 2007    | Kitt Peak            | Spacewatch             |
| 246277          | 2007 TG54              | 4 d'octubre de 2007    | Kitt Peak            | Spacewatch             |
| 246278          | 2007 TT54              | 4 d'octubre de 2007    | Kitt Peak            | Spacewatch             |
| 246279          | 2007 TE55              | 4 d'octubre de 2007    | Kitt Peak            | Spacewatch             |
| 246280          | 2007 TU64              | 7 d'octubre de 2007    | Mount Lemmon         | Mt. Lemmon Survey      |
| 246281          | 2007 TC65              | 7 d'octubre de 2007    | Mount Lemmon         | Mt. Lemmon Survey      |
| 246282          | 2007 TH65              | 7 d'octubre de 2007    | Mount Lemmon         | Mt. Lemmon Survey      |
| 246283          | 2007 TF66              | 5 d'octubre de 2007    | Bisei SG Center      | BATTeRS                |
| 246284          | 2007 TD67              | 12 d'octubre de 2007   | Dauban               | Chante-Perdrix         |
| 246285          | 2007 TK67              | 7 d'octubre de 2007    | Catalina             | CSS                    |
| 246286          | 2007 TS67              | 8 d'octubre de 2007    | Anderson Mesa        | LONEOS                 |
| 246287          | 2007 TX70              | 13 d'octubre de 2007   | Goodricke-Pigott     | R. A. Tucker           |
| 246288          | 2007 TS72              | 7 d'octubre de 2007    | Socorro              | LINEAR                 |
| 246289          | 2007 TC73              | 14 d'octubre de 2007   | Altschwendt          | W. Ries                |
| 246290          | 2007 TH76              | 5 d'octubre de 2007    | Kitt Peak            | Spacewatch             |
| 246291          | 2007 TQ76              | 5 d'octubre de 2007    | Kitt Peak            | Spacewatch             |
| 246292          | 2007 TW77              | 5 d'octubre de 2007    | Kitt Peak            | Spacewatch             |
| 246293          | 2007 TH79              | 5 d'octubre de 2007    | Kitt Peak            | Spacewatch             |
| 246294          | 2007 TN81              | 7 d'octubre de 2007    | Catalina             | CSS                    |
| 246295          | 2007 TF82              | 8 d'octubre de 2007    | Mount Lemmon         | Mt. Lemmon Survey      |
| 246296          | 2007 TR89              | 8 d'octubre de 2007    | Mount Lemmon         | Mt. Lemmon Survey      |
| 246297          | 2007 TU101             | 8 d'octubre de 2007    | Mount Lemmon         | Mt. Lemmon Survey      |
| 246298          | 2007 TE102             | 8 d'octubre de 2007    | Anderson Mesa        | LONEOS                 |
| 246299          | 2007 TF104             | 8 d'octubre de 2007    | Mount Lemmon         | Mt. Lemmon Survey      |
| 246300          | 2007 TN104             | 8 d'octubre de 2007    | Mount Lemmon         | Mt. Lemmon Survey      |

## 246301-246400
| Nom                | Designació provisional | Data de descobriment | Lloc de descobriment | Descobridor/s          |
| ------------------ | ---------------------- | -------------------- | -------------------- | ---------------------- |
| 246301             | 2007 TF116             | 8 d'octubre de 2007  | Mount Lemmon         | Mt. Lemmon Survey      |
| 246302             | 2007 TW125             | 6 d'octubre de 2007  | Kitt Peak            | Spacewatch             |
| 246303             | 2007 TB129             | 6 d'octubre de 2007  | Kitt Peak            | Spacewatch             |
| 246304             | 2007 TZ129             | 6 d'octubre de 2007  | Kitt Peak            | Spacewatch             |
| 246305             | 2007 TD135             | 8 d'octubre de 2007  | Kitt Peak            | Spacewatch             |
| 246306             | 2007 TX140             | 9 d'octubre de 2007  | Mount Lemmon         | Mt. Lemmon Survey      |
| 246307             | 2007 TV147             | 7 d'octubre de 2007  | Socorro              | LINEAR                 |
| 246308             | 2007 TX147             | 7 d'octubre de 2007  | Socorro              | LINEAR                 |
| 246309             | 2007 TY147             | 7 d'octubre de 2007  | Socorro              | LINEAR                 |
| 246310             | 2007 TM153             | 9 d'octubre de 2007  | Socorro              | LINEAR                 |
| 246311             | 2007 TX157             | 9 d'octubre de 2007  | Socorro              | LINEAR                 |
| 246312             | 2007 TT158             | 9 d'octubre de 2007  | Socorro              | LINEAR                 |
| 246313             | 2007 TJ160             | 9 d'octubre de 2007  | Socorro              | LINEAR                 |
| 246314             | 2007 TV164             | 11 d'octubre de 2007 | Socorro              | LINEAR                 |
| 246315             | 2007 TA167             | 12 d'octubre de 2007 | Socorro              | LINEAR                 |
| 246316             | 2007 TP167             | 12 d'octubre de 2007 | Socorro              | LINEAR                 |
| 246317             | 2007 TV168             | 12 d'octubre de 2007 | Socorro              | LINEAR                 |
| 246318             | 2007 TZ169             | 12 d'octubre de 2007 | Socorro              | LINEAR                 |
| 246319             | 2007 TQ172             | 13 d'octubre de 2007 | Socorro              | LINEAR                 |
| 246320             | 2007 TB181             | 8 d'octubre de 2007  | Anderson Mesa        | LONEOS                 |
| 246321             | 2007 TR181             | 8 d'octubre de 2007  | Anderson Mesa        | LONEOS                 |
| 246322             | 2007 TH183             | 9 d'octubre de 2007  | Kitt Peak            | Spacewatch             |
| 246323             | 2007 TF192             | 5 d'octubre de 2007  | Kitt Peak            | Spacewatch             |
| 246324             | 2007 TE200             | 8 d'octubre de 2007  | Kitt Peak            | Spacewatch             |
| 246325             | 2007 TD214             | 7 d'octubre de 2007  | Kitt Peak            | Spacewatch             |
| 246326             | 2007 TK215             | 7 d'octubre de 2007  | Kitt Peak            | Spacewatch             |
| 246327             | 2007 TR218             | 7 d'octubre de 2007  | Kitt Peak            | Spacewatch             |
| 246328             | 2007 TE226             | 8 d'octubre de 2007  | Kitt Peak            | Spacewatch             |
| 246329             | 2007 TT228             | 8 d'octubre de 2007  | Kitt Peak            | Spacewatch             |
| 246330             | 2007 TE229             | 8 d'octubre de 2007  | Kitt Peak            | Spacewatch             |
| 246331             | 2007 TB234             | 8 d'octubre de 2007  | Kitt Peak            | Spacewatch             |
| 246332             | 2007 TJ234             | 8 d'octubre de 2007  | Kitt Peak            | Spacewatch             |
| 246333             | 2007 TK238             | 10 d'octubre de 2007 | Charleston           | Charleston             |
| 246334             | 2007 TF243             | 8 d'octubre de 2007  | Catalina             | CSS                    |
| 246335             | 2007 TJ244             | 8 d'octubre de 2007  | Catalina             | CSS                    |
| 246336             | 2007 TW244             | 8 d'octubre de 2007  | Catalina             | CSS                    |
| 246337             | 2007 TG245             | 8 d'octubre de 2007  | Catalina             | CSS                    |
| 246338             | 2007 TA250             | 11 d'octubre de 2007 | Mount Lemmon         | Mt. Lemmon Survey      |
| 246339             | 2007 TT261             | 10 d'octubre de 2007 | Kitt Peak            | Spacewatch             |
| 246340             | 2007 TK282             | 8 d'octubre de 2007  | Mount Lemmon         | Mt. Lemmon Survey      |
| 246341             | 2007 TV287             | 11 d'octubre de 2007 | Catalina             | CSS                    |
| 246342             | 2007 TY287             | 11 d'octubre de 2007 | Catalina             | CSS                    |
| 246343             | 2007 TO290             | 12 d'octubre de 2007 | Mount Lemmon         | Mt. Lemmon Survey      |
| 246344             | 2007 TD294             | 9 d'octubre de 2007  | Mount Lemmon         | Mt. Lemmon Survey      |
| 246345 Carolharris | 2007 TH298             | 11 d'octubre de 2007 | Anderson Mesa        | L. H. Wasserman        |
| 246346             | 2007 TK301             | 12 d'octubre de 2007 | Kitt Peak            | Spacewatch             |
| 246347             | 2007 TX306             | 8 d'octubre de 2007  | Mount Lemmon         | Mt. Lemmon Survey      |
| 246348             | 2007 TJ309             | 10 d'octubre de 2007 | Mount Lemmon         | Mt. Lemmon Survey      |
| 246349             | 2007 TK309             | 10 d'octubre de 2007 | Mount Lemmon         | Mt. Lemmon Survey      |
| 246350             | 2007 TD311             | 11 d'octubre de 2007 | Catalina             | CSS                    |
| 246351             | 2007 TR311             | 11 d'octubre de 2007 | Mount Lemmon         | Mt. Lemmon Survey      |
| 246352             | 2007 TU314             | 12 d'octubre de 2007 | Mount Lemmon         | Mt. Lemmon Survey      |
| 246353             | 2007 TG318             | 12 d'octubre de 2007 | Kitt Peak            | Spacewatch             |
| 246354             | 2007 TW321             | 14 d'octubre de 2007 | Catalina             | CSS                    |
| 246355             | 2007 TJ326             | 11 d'octubre de 2007 | Kitt Peak            | Spacewatch             |
| 246356             | 2007 TL330             | 11 d'octubre de 2007 | Kitt Peak            | Spacewatch             |
| 246357             | 2007 TP331             | 11 d'octubre de 2007 | Kitt Peak            | Spacewatch             |
| 246358             | 2007 TX331             | 11 d'octubre de 2007 | Kitt Peak            | Spacewatch             |
| 246359             | 2007 TT335             | 12 d'octubre de 2007 | Kitt Peak            | Spacewatch             |
| 246360             | 2007 TP355             | 11 d'octubre de 2007 | Catalina             | CSS                    |
| 246361             | 2007 TS366             | 9 d'octubre de 2007  | Kitt Peak            | Spacewatch             |
| 246362             | 2007 TB367             | 9 d'octubre de 2007  | Kitt Peak            | Spacewatch             |
| 246363             | 2007 TQ378             | 12 d'octubre de 2007 | Mount Lemmon         | Mt. Lemmon Survey      |
| 246364             | 2007 TS385             | 15 d'octubre de 2007 | Catalina             | CSS                    |
| 246365             | 2007 TV386             | 11 d'octubre de 2007 | Mount Lemmon         | Mt. Lemmon Survey      |
| 246366             | 2007 TE392             | 15 d'octubre de 2007 | Catalina             | CSS                    |
| 246367             | 2007 TF392             | 15 d'octubre de 2007 | Catalina             | CSS                    |
| 246368             | 2007 TG392             | 15 d'octubre de 2007 | Catalina             | CSS                    |
| 246369             | 2007 TR398             | 15 d'octubre de 2007 | Kitt Peak            | Spacewatch             |
| 246370             | 2007 TO399             | 15 d'octubre de 2007 | Kitt Peak            | Spacewatch             |
| 246371             | 2007 TO400             | 13 d'octubre de 2007 | Kitt Peak            | Spacewatch             |
| 246372             | 2007 TM414             | 15 d'octubre de 2007 | Catalina             | CSS                    |
| 246373             | 2007 TQ418             | 7 d'octubre de 2007  | Kitt Peak            | Spacewatch             |
| 246374             | 2007 TB419             | 10 d'octubre de 2007 | Catalina             | CSS                    |
| 246375             | 2007 TW419             | 8 d'octubre de 2007  | Catalina             | CSS                    |
| 246376             | 2007 TT427             | 10 d'octubre de 2007 | Catalina             | CSS                    |
| 246377             | 2007 TH429             | 12 d'octubre de 2007 | Kitt Peak            | Spacewatch             |
| 246378             | 2007 TE431             | 12 d'octubre de 2007 | Kitt Peak            | Spacewatch             |
| 246379             | 2007 TR432             | 7 d'octubre de 2007  | Catalina             | CSS                    |
| 246380             | 2007 TW434             | 11 d'octubre de 2007 | Kitt Peak            | Spacewatch             |
| 246381             | 2007 UC                | 16 d'octubre de 2007 | Bisei SG Center      | BATTeRS                |
| 246382             | 2007 UJ3               | 18 d'octubre de 2007 | Junk Bond            | D. Healy               |
| 246383             | 2007 US11              | 19 d'octubre de 2007 | Socorro              | LINEAR                 |
| 246384             | 2007 UW11              | 19 d'octubre de 2007 | Socorro              | LINEAR                 |
| 246385             | 2007 UD18              | 17 d'octubre de 2007 | Anderson Mesa        | LONEOS                 |
| 246386             | 2007 UP18              | 17 d'octubre de 2007 | Mount Lemmon         | Mt. Lemmon Survey      |
| 246387             | 2007 UF24              | 16 d'octubre de 2007 | Kitt Peak            | Spacewatch             |
| 246388             | 2007 UX25              | 16 d'octubre de 2007 | Kitt Peak            | Spacewatch             |
| 246389             | 2007 UY29              | 19 d'octubre de 2007 | Anderson Mesa        | LONEOS                 |
| 246390             | 2007 UE34              | 17 d'octubre de 2007 | Anderson Mesa        | LONEOS                 |
| 246391             | 2007 UW39              | 20 d'octubre de 2007 | Mount Lemmon         | Mt. Lemmon Survey      |
| 246392             | 2007 UT46              | 20 d'octubre de 2007 | Catalina             | CSS                    |
| 246393             | 2007 UV46              | 20 d'octubre de 2007 | Catalina             | CSS                    |
| 246394             | 2007 UL47              | 17 d'octubre de 2007 | Purple Mountain      | PMO NEO Survey Program |
| 246395             | 2007 UQ52              | 24 d'octubre de 2007 | Mount Lemmon         | Mt. Lemmon Survey      |
| 246396             | 2007 UF55              | 30 d'octubre de 2007 | Kitt Peak            | Spacewatch             |
| 246397             | 2007 UK56              | 30 d'octubre de 2007 | Kitt Peak            | Spacewatch             |
| 246398             | 2007 UN60              | 30 d'octubre de 2007 | Mount Lemmon         | Mt. Lemmon Survey      |
| 246399             | 2007 UN61              | 30 d'octubre de 2007 | Kitt Peak            | Spacewatch             |
| 246400             | 2007 UG73              | 31 d'octubre de 2007 | Mount Lemmon         | Mt. Lemmon Survey      |

## 246401-246500
| Nom    | Designació provisional | Data de descobriment   | Lloc de descobriment | Descobridor/s          |
| ------ | ---------------------- | ---------------------- | -------------------- | ---------------------- |
| 246401 | 2007 UH79              | 30 d'octubre de 2007   | Catalina             | CSS                    |
| 246402 | 2007 UB81              | 30 d'octubre de 2007   | Kitt Peak            | Spacewatch             |
| 246403 | 2007 UA87              | 30 d'octubre de 2007   | Kitt Peak            | Spacewatch             |
| 246404 | 2007 UX88              | 30 d'octubre de 2007   | Mount Lemmon         | Mt. Lemmon Survey      |
| 246405 | 2007 UH96              | 30 d'octubre de 2007   | Kitt Peak            | Spacewatch             |
| 246406 | 2007 UO99              | 30 d'octubre de 2007   | Catalina             | CSS                    |
| 246407 | 2007 UE101             | 30 d'octubre de 2007   | Kitt Peak            | Spacewatch             |
| 246408 | 2007 UR113             | 31 d'octubre de 2007   | Kitt Peak            | Spacewatch             |
| 246409 | 2007 UN114             | 31 d'octubre de 2007   | Kitt Peak            | Spacewatch             |
| 246410 | 2007 UH115             | 31 d'octubre de 2007   | Kitt Peak            | Spacewatch             |
| 246411 | 2007 UK125             | 31 d'octubre de 2007   | Catalina             | CSS                    |
| 246412 | 2007 UV125             | 29 d'octubre de 2007   | Siding Spring        | Siding Spring Survey   |
| 246413 | 2007 UF136             | 31 d'octubre de 2007   | Catalina             | CSS                    |
| 246414 | 2007 UQ137             | 17 d'octubre de 2007   | Mount Lemmon         | Mt. Lemmon Survey      |
| 246415 | 2007 VQ1               | 2 de novembre de 2007  | 7300                 | W. K. Y. Yeung         |
| 246416 | 2007 VA4               | 2 de novembre de 2007  | Dauban               | Chante-Perdrix         |
| 246417 | 2007 VO7               | 2 de novembre de 2007  | Dauban               | Chante-Perdrix         |
| 246418 | 2007 VR25              | 2 de novembre de 2007  | Mount Lemmon         | Mt. Lemmon Survey      |
| 246419 | 2007 VH31              | 2 de novembre de 2007  | Kitt Peak            | Spacewatch             |
| 246420 | 2007 VN31              | 2 de novembre de 2007  | Kitt Peak            | Spacewatch             |
| 246421 | 2007 VC32              | 2 de novembre de 2007  | Kitt Peak            | Spacewatch             |
| 246422 | 2007 VB47              | 1 de novembre de 2007  | Kitt Peak            | Spacewatch             |
| 246423 | 2007 VF47              | 1 de novembre de 2007  | Kitt Peak            | Spacewatch             |
| 246424 | 2007 VJ48              | 1 de novembre de 2007  | Kitt Peak            | Spacewatch             |
| 246425 | 2007 VR53              | 1 de novembre de 2007  | Kitt Peak            | Spacewatch             |
| 246426 | 2007 VA54              | 1 de novembre de 2007  | Kitt Peak            | Spacewatch             |
| 246427 | 2007 VK56              | 1 de novembre de 2007  | Kitt Peak            | Spacewatch             |
| 246428 | 2007 VD65              | 1 de novembre de 2007  | Kitt Peak            | Spacewatch             |
| 246429 | 2007 VY84              | 2 de novembre de 2007  | Kitt Peak            | Spacewatch             |
| 246430 | 2007 VT86              | 2 de novembre de 2007  | Socorro              | LINEAR                 |
| 246431 | 2007 VP87              | 2 de novembre de 2007  | Socorro              | LINEAR                 |
| 246432 | 2007 VC89              | 3 de novembre de 2007  | Socorro              | LINEAR                 |
| 246433 | 2007 VA90              | 4 de novembre de 2007  | Socorro              | LINEAR                 |
| 246434 | 2007 VH91              | 7 de novembre de 2007  | Socorro              | LINEAR                 |
| 246435 | 2007 VQ112             | 3 de novembre de 2007  | Kitt Peak            | Spacewatch             |
| 246436 | 2007 VL116             | 3 de novembre de 2007  | Kitt Peak            | Spacewatch             |
| 246437 | 2007 VO125             | 6 de novembre de 2007  | Kitt Peak            | Spacewatch             |
| 246438 | 2007 VD141             | 4 de novembre de 2007  | Mount Lemmon         | Mt. Lemmon Survey      |
| 246439 | 2007 VT153             | 4 de novembre de 2007  | Kitt Peak            | Spacewatch             |
| 246440 | 2007 VG154             | 5 de novembre de 2007  | Kitt Peak            | Spacewatch             |
| 246441 | 2007 VF158             | 5 de novembre de 2007  | Kitt Peak            | Spacewatch             |
| 246442 | 2007 VZ161             | 5 de novembre de 2007  | Kitt Peak            | Spacewatch             |
| 246443 | 2007 VH185             | 6 de novembre de 2007  | Kitt Peak            | Spacewatch             |
| 246444 | 2007 VJ185             | 6 de novembre de 2007  | Kitt Peak            | Spacewatch             |
| 246445 | 2007 VK185             | 6 de novembre de 2007  | Purple Mountain      | PMO NEO Survey Program |
| 246446 | 2007 VQ185             | 9 de novembre de 2007  | Kitt Peak            | Spacewatch             |
| 246447 | 2007 VB190             | 14 de novembre de 2007 | Mayhill              | A. Lowe                |
| 246448 | 2007 VV192             | 4 de novembre de 2007  | Mount Lemmon         | Mt. Lemmon Survey      |
| 246449 | 2007 VZ209             | 9 de novembre de 2007  | Kitt Peak            | Spacewatch             |
| 246450 | 2007 VJ212             | 9 de novembre de 2007  | Kitt Peak            | Spacewatch             |
| 246451 | 2007 VY225             | 9 de novembre de 2007  | Mount Lemmon         | Mt. Lemmon Survey      |
| 246452 | 2007 VP229             | 7 de novembre de 2007  | Kitt Peak            | Spacewatch             |
| 246453 | 2007 VH238             | 13 de novembre de 2007 | Anderson Mesa        | LONEOS                 |
| 246454 | 2007 VL241             | 12 de novembre de 2007 | Catalina             | CSS                    |
| 246455 | 2007 VE242             | 12 de novembre de 2007 | Catalina             | CSS                    |
| 246456 | 2007 VF243             | 13 de novembre de 2007 | Mount Lemmon         | Mt. Lemmon Survey      |
| 246457 | 2007 VU244             | 14 de novembre de 2007 | Bisei SG Center      | BATTeRS                |
| 246458 | 2007 VT245             | 8 de novembre de 2007  | Catalina             | CSS                    |
| 246459 | 2007 VV251             | 11 de novembre de 2007 | Purple Mountain      | PMO NEO Survey Program |
| 246460 | 2007 VD255             | 11 de novembre de 2007 | Mount Lemmon         | Mt. Lemmon Survey      |
| 246461 | 2007 VU268             | 12 de novembre de 2007 | Socorro              | LINEAR                 |
| 246462 | 2007 VJ274             | 13 de novembre de 2007 | Kitt Peak            | Spacewatch             |
| 246463 | 2007 VM276             | 14 de novembre de 2007 | Kitt Peak            | Spacewatch             |
| 246464 | 2007 VR298             | 11 de novembre de 2007 | Catalina             | CSS                    |
| 246465 | 2007 VS301             | 4 de novembre de 2007  | Catalina             | CSS                    |
| 246466 | 2007 VG306             | 11 de novembre de 2007 | Mount Lemmon         | Mt. Lemmon Survey      |
| 246467 | 2007 VG310             | 7 de novembre de 2007  | Kitt Peak            | Spacewatch             |
| 246468 | 2007 VU310             | 5 de novembre de 2007  | Kitt Peak            | Spacewatch             |
| 246469 | 2007 VC317             | 9 de novembre de 2007  | Mount Lemmon         | Mt. Lemmon Survey      |
| 246470 | 2007 VG330             | 3 de novembre de 2007  | Kitt Peak            | Spacewatch             |
| 246471 | 2007 WP7               | 18 de novembre de 2007 | Socorro              | LINEAR                 |
| 246472 | 2007 WE15              | 18 de novembre de 2007 | Mount Lemmon         | Mt. Lemmon Survey      |
| 246473 | 2007 WK17              | 18 de novembre de 2007 | Mount Lemmon         | Mt. Lemmon Survey      |
| 246474 | 2007 WZ21              | 17 de novembre de 2007 | Kitt Peak            | Spacewatch             |
| 246475 | 2007 WL28              | 19 de novembre de 2007 | Kitt Peak            | Spacewatch             |
| 246476 | 2007 WH39              | 16 de novembre de 2007 | Catalina             | CSS                    |
| 246477 | 2007 WD40              | 17 de novembre de 2007 | Mount Lemmon         | Mt. Lemmon Survey      |
| 246478 | 2007 WP41              | 18 de novembre de 2007 | Mount Lemmon         | Mt. Lemmon Survey      |
| 246479 | 2007 WA59              | 19 de novembre de 2007 | Mount Lemmon         | Mt. Lemmon Survey      |
| 246480 | 2007 XT1               | 3 de desembre de 2007  | Catalina             | CSS                    |
| 246481 | 2007 XB2               | 3 de desembre de 2007  | Catalina             | CSS                    |
| 246482 | 2007 XM2               | 3 de desembre de 2007  | Kitt Peak            | Spacewatch             |
| 246483 | 2007 XK3               | 3 de desembre de 2007  | Calvin-Rehoboth      | Calvin College         |
| 246484 | 2007 XY7               | 4 de desembre de 2007  | Catalina             | CSS                    |
| 246485 | 2007 XD18              | 12 de desembre de 2007 | Great Shefford       | P. Birtwhistle         |
| 246486 | 2007 XH21              | 14 de desembre de 2007 | Costitx              | OAM                    |
| 246487 | 2007 XR24              | 14 de desembre de 2007 | La Sagra             | La Sagra               |
| 246488 | 2007 XV30              | 15 de desembre de 2007 | Catalina             | CSS                    |
| 246489 | 2007 XA31              | 15 de desembre de 2007 | Kitt Peak            | Spacewatch             |
| 246490 | 2007 XU56              | 3 de desembre de 2007  | Kitt Peak            | Spacewatch             |
| 246491 | 2007 YE20              | 16 de desembre de 2007 | Kitt Peak            | Spacewatch             |
| 246492 | 2007 YC43              | 30 de desembre de 2007 | Catalina             | CSS                    |
| 246493 | 2007 YV51              | 30 de desembre de 2007 | Kitt Peak            | Spacewatch             |
| 246494 | 2007 YG52              | 30 de desembre de 2007 | Kitt Peak            | Spacewatch             |
| 246495 | 2007 YS63              | 31 de desembre de 2007 | Kitt Peak            | Spacewatch             |
| 246496 | 2008 AO17              | 10 de gener de 2008    | Kitt Peak            | Spacewatch             |
| 246497 | 2008 AP17              | 10 de gener de 2008    | Kitt Peak            | Spacewatch             |
| 246498 | 2008 AE26              | 10 de gener de 2008    | Mount Lemmon         | Mt. Lemmon Survey      |
| 246499 | 2008 AH37              | 10 de gener de 2008    | Kitt Peak            | Spacewatch             |
| 246500 | 2008 AE45              | 10 de gener de 2008    | Kitt Peak            | Spacewatch             |

## 246501-246600
| Nom            | Designació provisional | Data de descobriment   | Lloc de descobriment | Descobridor/s        |
| -------------- | ---------------------- | ---------------------- | -------------------- | -------------------- |
| 246501         | 2008 AA62              | 11 de gener de 2008    | Kitt Peak            | Spacewatch           |
| 246502         | 2008 AC72              | 13 de gener de 2008    | Mount Lemmon         | Mt. Lemmon Survey    |
| 246503         | 2008 AQ117             | 11 de gener de 2008    | Kitt Peak            | Spacewatch           |
| 246504 Hualien | 2008 BG16              | 28 de gener de 2008    | Lulin                | LUSS                 |
| 246505         | 2008 BT26              | 30 de gener de 2008    | Kitt Peak            | Spacewatch           |
| 246506         | 2008 BH53              | 19 de gener de 2008    | Mount Lemmon         | Mt. Lemmon Survey    |
| 246507         | 2008 CB10              | 2 de febrer de 2008    | Mount Lemmon         | Mt. Lemmon Survey    |
| 246508         | 2008 CQ73              | 6 de febrer de 2008    | Catalina             | CSS                  |
| 246509         | 2008 CD89              | 7 de febrer de 2008    | Mount Lemmon         | Mt. Lemmon Survey    |
| 246510         | 2008 CE102             | 9 de febrer de 2008    | Mount Lemmon         | Mt. Lemmon Survey    |
| 246511         | 2008 CC131             | 8 de febrer de 2008    | Kitt Peak            | Spacewatch           |
| 246512         | 2008 CA182             | 11 de febrer de 2008   | Mount Lemmon         | Mt. Lemmon Survey    |
| 246513         | 2008 CJ184             | 11 de febrer de 2008   | Kitt Peak            | Spacewatch           |
| 246514         | 2008 CS210             | 2 de febrer de 2008    | Kitt Peak            | Spacewatch           |
| 246515         | 2008 CK211             | 3 de febrer de 2008    | Kitt Peak            | Spacewatch           |
| 246516         | 2008 CL212             | 7 de febrer de 2008    | Mount Lemmon         | Mt. Lemmon Survey    |
| 246517         | 2008 DZ2               | 24 de febrer de 2008   | Kitt Peak            | Spacewatch           |
| 246518         | 2008 DK40              | 27 de febrer de 2008   | Kitt Peak            | Spacewatch           |
| 246519         | 2008 DV46              | 28 de febrer de 2008   | Kitt Peak            | Spacewatch           |
| 246520         | 2008 DU54              | 28 de febrer de 2008   | Catalina             | CSS                  |
| 246521         | 2008 EC78              | 7 de març de 2008      | Kitt Peak            | Spacewatch           |
| 246522         | 2008 EO91              | 2 de març de 2008      | Catalina             | CSS                  |
| 246523         | 2008 EV120             | 9 de març de 2008      | Kitt Peak            | Spacewatch           |
| 246524         | 2008 EX142             | 13 de març de 2008     | Catalina             | CSS                  |
| 246525         | 2008 FR32              | 28 de març de 2008     | Mount Lemmon         | Mt. Lemmon Survey    |
| 246526         | 2008 FA61              | 29 de març de 2008     | Mount Lemmon         | Mt. Lemmon Survey    |
| 246527         | 2008 FA95              | 29 de març de 2008     | Kitt Peak            | Spacewatch           |
| 246528         | 2008 FQ129             | 31 de març de 2008     | Kitt Peak            | Spacewatch           |
| 246529         | 2008 GW66              | 6 d'abril de 2008      | Mount Lemmon         | Mt. Lemmon Survey    |
| 246530         | 2008 GC106             | 11 d'abril de 2008     | Mount Lemmon         | Mt. Lemmon Survey    |
| 246531         | 2008 GW134             | 14 d'abril de 2008     | Mount Lemmon         | Mt. Lemmon Survey    |
| 246532         | 2008 HL37              | 29 d'abril de 2008     | Dauban               | F. Kugel             |
| 246533         | 2008 HT41              | 26 d'abril de 2008     | Mount Lemmon         | Mt. Lemmon Survey    |
| 246534         | 2008 KG43              | 31 de maig de 2008     | Kitt Peak            | Spacewatch           |
| 246535         | 2008 MN5               | 30 de juny de 2008     | Siding Spring        | Siding Spring Survey |
| 246536         | 2008 NQ2               | 9 de juliol de 2008    | Dauban               | F. Kugel             |
| 246537         | 2008 PQ10              | 7 d'agost de 2008      | La Sagra             | La Sagra             |
| 246538         | 2008 QF6               | 25 d'agost de 2008     | Dauban               | F. Kugel             |
| 246539         | 2008 RF8               | 3 de setembre de 2008  | Kitt Peak            | Spacewatch           |
| 246540         | 2008 RW39              | 2 de setembre de 2008  | Kitt Peak            | Spacewatch           |
| 246541         | 2008 RU46              | 2 de setembre de 2008  | Kitt Peak            | Spacewatch           |
| 246542         | 2008 RW64              | 4 de setembre de 2008  | Kitt Peak            | Spacewatch           |
| 246543         | 2008 RM80              | 3 de setembre de 2008  | Kitt Peak            | Spacewatch           |
| 246544         | 2008 RV80              | 3 de setembre de 2008  | Kitt Peak            | Spacewatch           |
| 246545         | 2008 RT81              | 4 de setembre de 2008  | Kitt Peak            | Spacewatch           |
| 246546         | 2008 SM12              | 24 de setembre de 2008 | Kitt Peak            | Spacewatch           |
| 246547         | 2008 SS12              | 20 de setembre de 2008 | Mount Lemmon         | Mt. Lemmon Survey    |
| 246548         | 2008 SL22              | 19 de setembre de 2008 | Kitt Peak            | Spacewatch           |
| 246549         | 2008 SA42              | 20 de setembre de 2008 | Mount Lemmon         | Mt. Lemmon Survey    |
| 246550         | 2008 SO47              | 20 de setembre de 2008 | Catalina             | CSS                  |
| 246551         | 2008 SK72              | 22 de setembre de 2008 | Kitt Peak            | Spacewatch           |
| 246552         | 2008 SR90              | 21 de setembre de 2008 | Kitt Peak            | Spacewatch           |
| 246553         | 2008 SJ98              | 21 de setembre de 2008 | Kitt Peak            | Spacewatch           |
| 246554         | 2008 SC99              | 21 de setembre de 2008 | Kitt Peak            | Spacewatch           |
| 246555         | 2008 SO99              | 21 de setembre de 2008 | Kitt Peak            | Spacewatch           |
| 246556         | 2008 SO102             | 21 de setembre de 2008 | Mount Lemmon         | Mt. Lemmon Survey    |
| 246557         | 2008 SZ112             | 22 de setembre de 2008 | Kitt Peak            | Spacewatch           |
| 246558         | 2008 SR118             | 22 de setembre de 2008 | Mount Lemmon         | Mt. Lemmon Survey    |
| 246559         | 2008 SG142             | 24 de setembre de 2008 | Mount Lemmon         | Mt. Lemmon Survey    |
| 246560         | 2008 SA158             | 24 de setembre de 2008 | Socorro              | LINEAR               |
| 246561         | 2008 SM160             | 24 de setembre de 2008 | Socorro              | LINEAR               |
| 246562         | 2008 SS167             | 28 de setembre de 2008 | Socorro              | LINEAR               |
| 246563         | 2008 SQ172             | 22 de setembre de 2008 | Kitt Peak            | Spacewatch           |
| 246564         | 2008 SW180             | 24 de setembre de 2008 | Kitt Peak            | Spacewatch           |
| 246565         | 2008 SY192             | 25 de setembre de 2008 | Kitt Peak            | Spacewatch           |
| 246566         | 2008 SQ194             | 25 de setembre de 2008 | Kitt Peak            | Spacewatch           |
| 246567         | 2008 SD261             | 23 de setembre de 2008 | Kitt Peak            | Spacewatch           |
| 246568         | 2008 SO263             | 24 de setembre de 2008 | Mount Lemmon         | Mt. Lemmon Survey    |
| 246569         | 2008 TK19              | 1 d'octubre de 2008    | Mount Lemmon         | Mt. Lemmon Survey    |
| 246570         | 2008 TK21              | 1 d'octubre de 2008    | Mount Lemmon         | Mt. Lemmon Survey    |
| 246571         | 2008 TE59              | 2 d'octubre de 2008    | Kitt Peak            | Spacewatch           |
| 246572         | 2008 TS72              | 2 d'octubre de 2008    | Kitt Peak            | Spacewatch           |
| 246573         | 2008 TN112             | 6 d'octubre de 2008    | Catalina             | CSS                  |
| 246574         | 2008 TV135             | 8 d'octubre de 2008    | Kitt Peak            | Spacewatch           |
| 246575         | 2008 TP164             | 1 d'octubre de 2008    | Kitt Peak            | Spacewatch           |
| 246576         | 2008 TY171             | 8 d'octubre de 2008    | Catalina             | CSS                  |
| 246577         | 2008 TT176             | 3 d'octubre de 2008    | Mount Lemmon         | Mt. Lemmon Survey    |
| 246578         | 2008 UH5               | 24 d'octubre de 2008   | Socorro              | LINEAR               |
| 246579         | 2008 UX31              | 20 d'octubre de 2008   | Kitt Peak            | Spacewatch           |
| 246580         | 2008 UM40              | 20 d'octubre de 2008   | Kitt Peak            | Spacewatch           |
| 246581         | 2008 US40              | 20 d'octubre de 2008   | Kitt Peak            | Spacewatch           |
| 246582         | 2008 UJ54              | 20 d'octubre de 2008   | Kitt Peak            | Spacewatch           |
| 246583         | 2008 UT71              | 21 d'octubre de 2008   | Mount Lemmon         | Mt. Lemmon Survey    |
| 246584         | 2008 UD87              | 23 d'octubre de 2008   | Mount Lemmon         | Mt. Lemmon Survey    |
| 246585         | 2008 UE89              | 24 d'octubre de 2008   | Kitt Peak            | Spacewatch           |
| 246586         | 2008 UX92              | 24 d'octubre de 2008   | Socorro              | LINEAR               |
| 246587         | 2008 UP93              | 25 d'octubre de 2008   | Socorro              | LINEAR               |
| 246588         | 2008 UG94              | 25 d'octubre de 2008   | Socorro              | LINEAR               |
| 246589         | 2008 UD114             | 22 d'octubre de 2008   | Kitt Peak            | Spacewatch           |
| 246590         | 2008 UT119             | 22 d'octubre de 2008   | Kitt Peak            | Spacewatch           |
| 246591         | 2008 UU144             | 23 d'octubre de 2008   | Kitt Peak            | Spacewatch           |
| 246592         | 2008 UW155             | 23 d'octubre de 2008   | Kitt Peak            | Spacewatch           |
| 246593         | 2008 UY157             | 23 d'octubre de 2008   | Mount Lemmon         | Mt. Lemmon Survey    |
| 246594         | 2008 US163             | 24 d'octubre de 2008   | Kitt Peak            | Spacewatch           |
| 246595         | 2008 UJ246             | 26 d'octubre de 2008   | Mount Lemmon         | Mt. Lemmon Survey    |
| 246596         | 2008 UQ261             | 27 d'octubre de 2008   | Kitt Peak            | Spacewatch           |
| 246597         | 2008 UK279             | 28 d'octubre de 2008   | Mount Lemmon         | Mt. Lemmon Survey    |
| 246598         | 2008 UT316             | 30 d'octubre de 2008   | Mount Lemmon         | Mt. Lemmon Survey    |
| 246599         | 2008 UO317             | 31 d'octubre de 2008   | Catalina             | CSS                  |
| 246600         | 2008 UQ322             | 31 d'octubre de 2008   | Mount Lemmon         | Mt. Lemmon Survey    |

## 246601-246700
| Nom           | Designació provisional | Data de descobriment   | Lloc de descobriment | Descobridor/s         |
| ------------- | ---------------------- | ---------------------- | -------------------- | --------------------- |
| 246601        | 2008 UC329             | 30 d'octubre de 2008   | Mount Lemmon         | Mt. Lemmon Survey     |
| 246602        | 2008 UF335             | 21 d'octubre de 2008   | Kitt Peak            | Spacewatch            |
| 246603        | 2008 UC346             | 29 d'octubre de 2008   | Kitt Peak            | Spacewatch            |
| 246604        | 2008 UJ352             | 31 d'octubre de 2008   | Mount Lemmon         | Mt. Lemmon Survey     |
| 246605        | 2008 VR20              | 1 de novembre de 2008  | Mount Lemmon         | Mt. Lemmon Survey     |
| 246606        | 2008 VM21              | 1 de novembre de 2008  | Mount Lemmon         | Mt. Lemmon Survey     |
| 246607        | 2008 VB25              | 2 de novembre de 2008  | Kitt Peak            | Spacewatch            |
| 246608        | 2008 VF64              | 9 de novembre de 2008  | La Sagra             | La Sagra              |
| 246609        | 2008 VL67              | 7 de novembre de 2008  | Mount Lemmon         | Mt. Lemmon Survey     |
| 246610        | 2008 VR68              | 3 de novembre de 2008  | Kitt Peak            | Spacewatch            |
| 246611        | 2008 VE69              | 6 de novembre de 2008  | Mount Lemmon         | Mt. Lemmon Survey     |
| 246612        | 2008 VJ69              | 7 de novembre de 2008  | Catalina             | CSS                   |
| 246613        | 2008 VW71              | 3 de novembre de 2008  | Catalina             | CSS                   |
| 246614        | 2008 VK72              | 6 de novembre de 2008  | Mount Lemmon         | Mt. Lemmon Survey     |
| 246615        | 2008 VD79              | 9 de novembre de 2008  | Mount Lemmon         | Mt. Lemmon Survey     |
| 246616        | 2008 VY79              | 7 de novembre de 2008  | Mount Lemmon         | Mt. Lemmon Survey     |
| 246617        | 2008 WX2               | 19 de novembre de 2008 | Bisei SG Center      | BATTeRS               |
| 246618        | 2008 WF5               | 17 de novembre de 2008 | Kitt Peak            | Spacewatch            |
| 246619        | 2008 WH16              | 17 de novembre de 2008 | Kitt Peak            | Spacewatch            |
| 246620        | 2008 WH31              | 19 de novembre de 2008 | Mount Lemmon         | Mt. Lemmon Survey     |
| 246621        | 2008 WG39              | 17 de novembre de 2008 | Kitt Peak            | Spacewatch            |
| 246622        | 2008 WO59              | 18 de novembre de 2008 | Socorro              | LINEAR                |
| 246623        | 2008 WQ65              | 17 de novembre de 2008 | Kitt Peak            | Spacewatch            |
| 246624        | 2008 WN81              | 20 de novembre de 2008 | Kitt Peak            | Spacewatch            |
| 246625        | 2008 WY86              | 21 de novembre de 2008 | Kitt Peak            | Spacewatch            |
| 246626        | 2008 WO87              | 21 de novembre de 2008 | Mount Lemmon         | Mt. Lemmon Survey     |
| 246627        | 2008 WK89              | 21 de novembre de 2008 | Mount Lemmon         | Mt. Lemmon Survey     |
| 246628        | 2008 WR91              | 23 de novembre de 2008 | Mount Lemmon         | Mt. Lemmon Survey     |
| 246629        | 2008 WP94              | 28 de novembre de 2008 | Pla D'Arguines       | R. Ferrando           |
| 246630        | 2008 WU94              | 24 de novembre de 2008 | Sierra Stars         | F. Tozzi              |
| 246631        | 2008 WU111             | 30 de novembre de 2008 | Kitt Peak            | Spacewatch            |
| 246632        | 2008 WU125             | 20 de novembre de 2008 | Mount Lemmon         | Mt. Lemmon Survey     |
| 246633        | 2008 WL129             | 20 de novembre de 2008 | Kitt Peak            | Spacewatch            |
| 246634        | 2008 XR1               | 2 de desembre de 2008  | Marly                | P. Kocher             |
| 246635        | 2008 XP9               | 1 de desembre de 2008  | Catalina             | CSS                   |
| 246636        | 2008 XS16              | 1 de desembre de 2008  | Kitt Peak            | Spacewatch            |
| 246637        | 2008 XF30              | 1 de desembre de 2008  | Catalina             | CSS                   |
| 246638        | 2008 XO38              | 2 de desembre de 2008  | Kitt Peak            | Spacewatch            |
| 246639        | 2008 YJ1               | 20 de desembre de 2008 | La Sagra             | La Sagra              |
| 246640        | 2008 YR4               | 22 de desembre de 2008 | Dauban               | F. Kugel              |
| 246641        | 2008 YU8               | 22 de desembre de 2008 | Sandlot              | G. Hug                |
| 246642        | 2008 YW8               | 23 de desembre de 2008 | Piszkesteto          | K. Sarneczky          |
| 246643 Miaoli | 2008 YU9               | 18 de desembre de 2008 | Lulin                | X. Y. Hsiao, Q.-z. Ye |
| 246644        | 2008 YZ18              | 21 de desembre de 2008 | Mount Lemmon         | Mt. Lemmon Survey     |
| 246645        | 2008 YD19              | 21 de desembre de 2008 | Mount Lemmon         | Mt. Lemmon Survey     |
| 246646        | 2008 YK19              | 21 de desembre de 2008 | Mount Lemmon         | Mt. Lemmon Survey     |
| 246647        | 2008 YO19              | 21 de desembre de 2008 | Mount Lemmon         | Mt. Lemmon Survey     |
| 246648        | 2008 YZ19              | 21 de desembre de 2008 | Mount Lemmon         | Mt. Lemmon Survey     |
| 246649        | 2008 YN21              | 21 de desembre de 2008 | Mount Lemmon         | Mt. Lemmon Survey     |
| 246650        | 2008 YG22              | 21 de desembre de 2008 | Mount Lemmon         | Mt. Lemmon Survey     |
| 246651        | 2008 YS22              | 21 de desembre de 2008 | Mount Lemmon         | Mt. Lemmon Survey     |
| 246652        | 2008 YU28              | 29 de desembre de 2008 | Piszkesteto          | K. Sarneczky          |
| 246653        | 2008 YM33              | 28 de desembre de 2008 | Dauban               | F. Kugel              |
| 246654        | 2008 YN35              | 22 de desembre de 2008 | Kitt Peak            | Spacewatch            |
| 246655        | 2008 YE38              | 29 de desembre de 2008 | Kitt Peak            | Spacewatch            |
| 246656        | 2008 YA41              | 30 de desembre de 2008 | Mount Lemmon         | Mt. Lemmon Survey     |
| 246657        | 2008 YD45              | 29 de desembre de 2008 | Mount Lemmon         | Mt. Lemmon Survey     |
| 246658        | 2008 YK47              | 29 de desembre de 2008 | Kitt Peak            | Spacewatch            |
| 246659        | 2008 YW49              | 29 de desembre de 2008 | Mount Lemmon         | Mt. Lemmon Survey     |
| 246660        | 2008 YT58              | 30 de desembre de 2008 | Kitt Peak            | Spacewatch            |
| 246661        | 2008 YA85              | 27 de desembre de 2008 | Bergisch Gladbac     | W. Bickel             |
| 246662        | 2008 YV92              | 29 de desembre de 2008 | Kitt Peak            | Spacewatch            |
| 246663        | 2008 YP101             | 29 de desembre de 2008 | Kitt Peak            | Spacewatch            |
| 246664        | 2008 YW103             | 29 de desembre de 2008 | Kitt Peak            | Spacewatch            |
| 246665        | 2008 YH105             | 29 de desembre de 2008 | Kitt Peak            | Spacewatch            |
| 246666        | 2008 YP106             | 29 de desembre de 2008 | Kitt Peak            | Spacewatch            |
| 246667        | 2008 YB109             | 29 de desembre de 2008 | Kitt Peak            | Spacewatch            |
| 246668        | 2008 YS117             | 29 de desembre de 2008 | Kitt Peak            | Spacewatch            |
| 246669        | 2008 YN126             | 30 de desembre de 2008 | Kitt Peak            | Spacewatch            |
| 246670        | 2008 YY131             | 31 de desembre de 2008 | Kitt Peak            | Spacewatch            |
| 246671        | 2008 YT132             | 31 de desembre de 2008 | Kitt Peak            | Spacewatch            |
| 246672        | 2008 YZ132             | 31 de desembre de 2008 | Kitt Peak            | Spacewatch            |
| 246673        | 2008 YG137             | 30 de desembre de 2008 | Kitt Peak            | Spacewatch            |
| 246674        | 2008 YS138             | 30 de desembre de 2008 | Mount Lemmon         | Mt. Lemmon Survey     |
| 246675        | 2008 YH141             | 30 de desembre de 2008 | Mount Lemmon         | Mt. Lemmon Survey     |
| 246676        | 2008 YN151             | 22 de desembre de 2008 | Kitt Peak            | Spacewatch            |
| 246677        | 2008 YU151             | 22 de desembre de 2008 | Mount Lemmon         | Mt. Lemmon Survey     |
| 246678        | 2008 YY152             | 30 de desembre de 2008 | Mount Lemmon         | Mt. Lemmon Survey     |
| 246679        | 2008 YE159             | 31 de desembre de 2008 | Mount Lemmon         | Mt. Lemmon Survey     |
| 246680        | 2008 YG159             | 31 de desembre de 2008 | Mount Lemmon         | Mt. Lemmon Survey     |
| 246681        | 2008 YZ160             | 29 de desembre de 2008 | Mount Lemmon         | Mt. Lemmon Survey     |
| 246682        | 2008 YK161             | 21 de desembre de 2008 | Kitt Peak            | Spacewatch            |
| 246683        | 2008 YW161             | 31 de desembre de 2008 | Catalina             | CSS                   |
| 246684        | 2008 YJ162             | 21 de desembre de 2008 | Mount Lemmon         | Mt. Lemmon Survey     |
| 246685        | 2008 YO162             | 22 de desembre de 2008 | Kitt Peak            | Spacewatch            |
| 246686        | 2008 YZ162             | 29 de desembre de 2008 | Kitt Peak            | Spacewatch            |
| 246687        | 2009 AD                | 1 de gener de 2009     | Mayhill              | A. Lowe               |
| 246688        | 2009 AE                | 1 de gener de 2009     | Mayhill              | A. Lowe               |
| 246689        | 2009 AH5               | 1 de gener de 2009     | Kitt Peak            | Spacewatch            |
| 246690        | 2009 AD12              | 2 de gener de 2009     | Mount Lemmon         | Mt. Lemmon Survey     |
| 246691        | 2009 AA15              | 2 de gener de 2009     | Mount Lemmon         | Mt. Lemmon Survey     |
| 246692        | 2009 AG21              | 3 de gener de 2009     | Kitt Peak            | Spacewatch            |
| 246693        | 2009 AL21              | 3 de gener de 2009     | Kitt Peak            | Spacewatch            |
| 246694        | 2009 AM21              | 3 de gener de 2009     | Kitt Peak            | Spacewatch            |
| 246695        | 2009 AG25              | 2 de gener de 2009     | Kitt Peak            | Spacewatch            |
| 246696        | 2009 AN25              | 2 de gener de 2009     | Kitt Peak            | Spacewatch            |
| 246697        | 2009 AC26              | 2 de gener de 2009     | Kitt Peak            | Spacewatch            |
| 246698        | 2009 AS26              | 2 de gener de 2009     | Kitt Peak            | Spacewatch            |
| 246699        | 2009 AH30              | 15 de gener de 2009    | Kitt Peak            | Spacewatch            |
| 246700        | 2009 AM31              | 15 de gener de 2009    | Kitt Peak            | Spacewatch            |

## 246701-246800
| Nom              | Designació provisional | Data de descobriment | Lloc de descobriment | Descobridor/s          |
| ---------------- | ---------------------- | -------------------- | -------------------- | ---------------------- |
| 246701           | 2009 AX31              | 15 de gener de 2009  | Kitt Peak            | Spacewatch             |
| 246702           | 2009 AU32              | 15 de gener de 2009  | Kitt Peak            | Spacewatch             |
| 246703           | 2009 AO33              | 15 de gener de 2009  | Kitt Peak            | Spacewatch             |
| 246704           | 2009 AY34              | 15 de gener de 2009  | Kitt Peak            | Spacewatch             |
| 246705           | 2009 AN36              | 15 de gener de 2009  | Kitt Peak            | Spacewatch             |
| 246706           | 2009 AQ48              | 3 de gener de 2009   | Mount Lemmon         | Mt. Lemmon Survey      |
| 246707           | 2009 BM4               | 18 de gener de 2009  | Socorro              | LINEAR                 |
| 246708           | 2009 BQ4               | 18 de gener de 2009  | Socorro              | LINEAR                 |
| 246709           | 2009 BR6               | 18 de gener de 2009  | Socorro              | LINEAR                 |
| 246710           | 2009 BO7               | 18 de gener de 2009  | Socorro              | LINEAR                 |
| 246711           | 2009 BJ8               | 17 de gener de 2009  | Socorro              | LINEAR                 |
| 246712           | 2009 BS10              | 25 de gener de 2009  | Mayhill              | A. Lowe                |
| 246713           | 2009 BZ11              | 21 de gener de 2009  | Socorro              | LINEAR                 |
| 246714           | 2009 BR12              | 21 de gener de 2009  | Socorro              | LINEAR                 |
| 246715           | 2009 BN16              | 16 de gener de 2009  | Kitt Peak            | Spacewatch             |
| 246716           | 2009 BP16              | 16 de gener de 2009  | Kitt Peak            | Spacewatch             |
| 246717           | 2009 BP17              | 17 de gener de 2009  | Mount Lemmon         | Mt. Lemmon Survey      |
| 246718           | 2009 BV18              | 16 de gener de 2009  | Mount Lemmon         | Mt. Lemmon Survey      |
| 246719           | 2009 BR19              | 16 de gener de 2009  | Mount Lemmon         | Mt. Lemmon Survey      |
| 246720           | 2009 BP21              | 16 de gener de 2009  | Mount Lemmon         | Mt. Lemmon Survey      |
| 246721           | 2009 BP24              | 17 de gener de 2009  | Catalina             | CSS                    |
| 246722           | 2009 BN35              | 16 de gener de 2009  | Kitt Peak            | Spacewatch             |
| 246723           | 2009 BT44              | 16 de gener de 2009  | Kitt Peak            | Spacewatch             |
| 246724           | 2009 BZ45              | 16 de gener de 2009  | Kitt Peak            | Spacewatch             |
| 246725           | 2009 BC47              | 16 de gener de 2009  | Kitt Peak            | Spacewatch             |
| 246726           | 2009 BR48              | 16 de gener de 2009  | Kitt Peak            | Spacewatch             |
| 246727           | 2009 BE50              | 16 de gener de 2009  | Mount Lemmon         | Mt. Lemmon Survey      |
| 246728           | 2009 BO52              | 16 de gener de 2009  | Kitt Peak            | Spacewatch             |
| 246729           | 2009 BN56              | 17 de gener de 2009  | Kitt Peak            | Spacewatch             |
| 246730           | 2009 BP56              | 18 de gener de 2009  | Kitt Peak            | Spacewatch             |
| 246731           | 2009 BV56              | 18 de gener de 2009  | Kitt Peak            | Spacewatch             |
| 246732           | 2009 BS61              | 18 de gener de 2009  | Kitt Peak            | Spacewatch             |
| 246733           | 2009 BJ62              | 18 de gener de 2009  | Purple Mountain      | PMO NEO Survey Program |
| 246734           | 2009 BB63              | 20 de gener de 2009  | Kitt Peak            | Spacewatch             |
| 246735           | 2009 BD63              | 20 de gener de 2009  | Kitt Peak            | Spacewatch             |
| 246736           | 2009 BV64              | 20 de gener de 2009  | Mount Lemmon         | Mt. Lemmon Survey      |
| 246737           | 2009 BW67              | 20 de gener de 2009  | Kitt Peak            | Spacewatch             |
| 246738           | 2009 BT70              | 25 de gener de 2009  | Catalina             | CSS                    |
| 246739           | 2009 BH74              | 17 de gener de 2009  | Kitt Peak            | Spacewatch             |
| 246740           | 2009 BB76              | 25 de gener de 2009  | Catalina             | CSS                    |
| 246741           | 2009 BF78              | 29 de gener de 2009  | Pla D'Arguines       | R. Ferrando            |
| 246742           | 2009 BQ78              | 30 de gener de 2009  | Socorro              | LINEAR                 |
| 246743           | 2009 BT79              | 30 de gener de 2009  | Socorro              | LINEAR                 |
| 246744           | 2009 BS82              | 20 de gener de 2009  | Catalina             | CSS                    |
| 246745           | 2009 BA83              | 20 de gener de 2009  | Catalina             | CSS                    |
| 246746           | 2009 BY98              | 26 de gener de 2009  | Mount Lemmon         | Mt. Lemmon Survey      |
| 246747           | 2009 BJ115             | 29 de gener de 2009  | Kitt Peak            | Spacewatch             |
| 246748           | 2009 BZ124             | 31 de gener de 2009  | Kitt Peak            | Spacewatch             |
| 246749           | 2009 BB129             | 29 de gener de 2009  | Mount Lemmon         | Mt. Lemmon Survey      |
| 246750           | 2009 BV133             | 29 de gener de 2009  | Kitt Peak            | Spacewatch             |
| 246751           | 2009 BL136             | 29 de gener de 2009  | Kitt Peak            | Spacewatch             |
| 246752           | 2009 BK142             | 30 de gener de 2009  | Kitt Peak            | Spacewatch             |
| 246753           | 2009 BJ149             | 31 de gener de 2009  | Kitt Peak            | Spacewatch             |
| 246754           | 2009 BK152             | 30 de gener de 2009  | Kitt Peak            | Spacewatch             |
| 246755           | 2009 BY153             | 31 de gener de 2009  | Kitt Peak            | Spacewatch             |
| 246756           | 2009 BM160             | 31 de gener de 2009  | Mount Lemmon         | Mt. Lemmon Survey      |
| 246757           | 2009 BM175             | 29 de gener de 2009  | Catalina             | CSS                    |
| 246758           | 2009 BF179             | 25 de gener de 2009  | Catalina             | CSS                    |
| 246759           | 2009 CL4               | 11 de febrer de 2009 | Calar Alto           | F. Hormuth             |
| 246760           | 2009 CY6               | 1 de febrer de 2009  | Kitt Peak            | Spacewatch             |
| 246761           | 2009 CT9               | 1 de febrer de 2009  | Kitt Peak            | Spacewatch             |
| 246762           | 2009 CT13              | 2 de febrer de 2009  | Kitt Peak            | Spacewatch             |
| 246763           | 2009 CL14              | 1 de febrer de 2009  | Kitt Peak            | Spacewatch             |
| 246764           | 2009 CD20              | 1 de febrer de 2009  | Mount Lemmon         | Mt. Lemmon Survey      |
| 246765           | 2009 CS21              | 1 de febrer de 2009  | Kitt Peak            | Spacewatch             |
| 246766           | 2009 CY21              | 1 de febrer de 2009  | Kitt Peak            | Spacewatch             |
| 246767           | 2009 CB29              | 1 de febrer de 2009  | Kitt Peak            | Spacewatch             |
| 246768           | 2009 CO30              | 1 de febrer de 2009  | Kitt Peak            | Spacewatch             |
| 246769           | 2009 CA35              | 2 de febrer de 2009  | Mount Lemmon         | Mt. Lemmon Survey      |
| 246770           | 2009 CJ46              | 14 de febrer de 2009 | Kitt Peak            | Spacewatch             |
| 246771           | 2009 CZ48              | 14 de febrer de 2009 | Mount Lemmon         | Mt. Lemmon Survey      |
| 246772           | 2009 CU50              | 14 de febrer de 2009 | La Sagra             | La Sagra               |
| 246773           | 2009 CQ51              | 14 de febrer de 2009 | La Sagra             | La Sagra               |
| 246774           | 2009 CH57              | 1 de febrer de 2009  | Mount Lemmon         | Mt. Lemmon Survey      |
| 246775           | 2009 DO6               | 17 de febrer de 2009 | Kitt Peak            | Spacewatch             |
| 246776           | 2009 DK11              | 19 de febrer de 2009 | Dauban               | F. Kugel               |
| 246777           | 2009 DG16              | 17 de febrer de 2009 | La Sagra             | La Sagra               |
| 246778           | 2009 DK16              | 17 de febrer de 2009 | La Sagra             | La Sagra               |
| 246779           | 2009 DB20              | 16 de febrer de 2009 | Catalina             | CSS                    |
| 246780           | 2009 DK43              | 25 de febrer de 2009 | Dauban               | F. Kugel               |
| 246781           | 2009 DH49              | 19 de febrer de 2009 | Kitt Peak            | Spacewatch             |
| 246782           | 2009 DT51              | 22 de febrer de 2009 | Kitt Peak            | Spacewatch             |
| 246783           | 2009 DN53              | 22 de febrer de 2009 | Kitt Peak            | Spacewatch             |
| 246784           | 2009 DA56              | 22 de febrer de 2009 | Kitt Peak            | Spacewatch             |
| 246785           | 2009 DC74              | 26 de febrer de 2009 | Catalina             | CSS                    |
| 246786           | 2009 DV77              | 24 de febrer de 2009 | La Sagra             | La Sagra               |
| 246787           | 2009 DT83              | 24 de febrer de 2009 | Kitt Peak            | Spacewatch             |
| 246788           | 2009 DC87              | 27 de febrer de 2009 | Kitt Peak            | Spacewatch             |
| 246789 Pattinson | 2009 DM89              | 24 de febrer de 2009 | Zelenchukskaya S     | T. V. Kryachko         |
| 246790           | 2009 DS90              | 26 de febrer de 2009 | Catalina             | CSS                    |
| 246791           | 2009 DF99              | 26 de febrer de 2009 | Kitt Peak            | Spacewatch             |
| 246792           | 2009 DD106             | 27 de febrer de 2009 | Catalina             | CSS                    |
| 246793           | 2009 DH110             | 19 de febrer de 2009 | Catalina             | CSS                    |
| 246794           | 2009 DP128             | 24 de febrer de 2009 | Catalina             | CSS                    |
| 246795           | 2009 EX4               | 15 de març de 2009   | La Sagra             | La Sagra               |
| 246796           | 2009 EP8               | 2 de març de 2009    | Mount Lemmon         | Mt. Lemmon Survey      |
| 246797           | 2009 EP9               | 1 de març de 2009    | Kitt Peak            | Spacewatch             |
| 246798           | 2009 EB12              | 2 de març de 2009    | Kitt Peak            | Spacewatch             |
| 246799           | 2009 EA15              | 15 de març de 2009   | Kitt Peak            | Spacewatch             |
| 246800           | 2009 EX15              | 15 de març de 2009   | Kitt Peak            | Spacewatch             |

## 246801-246900
| Nom                     | Designació provisional | Data de descobriment   | Lloc de descobriment | Descobridor/s                                          |
| ----------------------- | ---------------------- | ---------------------- | -------------------- | ------------------------------------------------------ |
| 246801                  | 2009 ER22              | 3 de març de 2009      | Kitt Peak            | Spacewatch                                             |
| 246802                  | 2009 EN26              | 15 de març de 2009     | Kitt Peak            | Spacewatch                                             |
| 246803                  | 2009 FB1               | 17 de març de 2009     | Vicques              | M. Ory                                                 |
| 246804                  | 2009 FJ7               | 16 de març de 2009     | Kitt Peak            | Spacewatch                                             |
| 246805                  | 2009 FH9               | 16 de març de 2009     | Mount Lemmon         | Mt. Lemmon Survey                                      |
| 246806                  | 2009 FX25              | 18 de març de 2009     | Mount Lemmon         | Mt. Lemmon Survey                                      |
| 246807                  | 2009 FE31              | 24 de març de 2009     | La Sagra             | La Sagra                                               |
| 246808                  | 2009 FC44              | 29 de març de 2009     | Bergisch Gladbac     | W. Bickel                                              |
| 246809                  | 2009 FP66              | 21 de març de 2009     | Mount Lemmon         | Mt. Lemmon Survey                                      |
| 246810                  | 2009 FH73              | 23 de març de 2009     | Calar Alto           | F. Hormuth                                             |
| 246811                  | 2009 GJ3               | 15 d'abril de 2009     | Siding Spring        | Siding Spring Survey                                   |
| 246812                  | 2009 HD60              | 24 d'abril de 2009     | Kitt Peak            | Spacewatch                                             |
| 246813                  | 2009 HD76              | 24 d'abril de 2009     | Mount Lemmon         | Mt. Lemmon Survey                                      |
| 246814                  | 2009 HE77              | 28 d'abril de 2009     | Catalina             | CSS                                                    |
| 246815                  | 2009 HG82              | 26 d'abril de 2009     | Socorro              | LINEAR                                                 |
| 246816                  | 2009 HP98              | 23 d'abril de 2009     | La Sagra             | La Sagra                                               |
| 246817                  | 2009 KH1               | 17 de maig de 2009     | La Sagra             | La Sagra                                               |
| 246818                  | 2009 KA2               | 17 de maig de 2009     | La Sagra             | La Sagra                                               |
| 246819                  | 2009 LO2               | 14 de juny de 2009     | Mount Lemmon         | Mt. Lemmon Survey                                      |
| 246820                  | 2009 MP                | 17 de juny de 2009     | Mayhill              | A. Lowe                                                |
| 246821                  | 2009 QW33              | 27 d'agost de 2009     | Vallemare Borbon     | V. S. Casulli                                          |
| 246822                  | 2009 ST53              | 17 de setembre de 2009 | Catalina             | CSS                                                    |
| 246823                  | 2009 TO35              | 14 d'octubre de 2009   | La Sagra             | La Sagra                                               |
| 246824                  | 2009 TR41              | 15 d'octubre de 2009   | La Sagra             | La Sagra                                               |
| 246825                  | 2009 TK43              | 14 d'octubre de 2009   | Mount Lemmon         | Mt. Lemmon Survey                                      |
| 246826                  | 2009 TX45              | 12 d'octubre de 2009   | Mount Lemmon         | Mt. Lemmon Survey                                      |
| 246827                  | 2009 TT46              | 12 d'octubre de 2009   | La Sagra             | La Sagra                                               |
| 246828                  | 2009 UF5               | 18 d'octubre de 2009   | Crni Vrh             | Crni Vrh                                               |
| 246829                  | 2009 UF71              | 22 d'octubre de 2009   | Mount Lemmon         | Mt. Lemmon Survey                                      |
| 246830                  | 2009 UZ71              | 23 d'octubre de 2009   | Kitt Peak            | Spacewatch                                             |
| 246831                  | 2009 UK81              | 22 d'octubre de 2009   | Mount Lemmon         | Mt. Lemmon Survey                                      |
| 246832                  | 2009 UV135             | 24 d'octubre de 2009   | Catalina             | CSS                                                    |
| 246833                  | 2009 UD136             | 24 d'octubre de 2009   | Catalina             | CSS                                                    |
| 246834                  | 2009 WJ10              | 19 de novembre de 2009 | Socorro              | LINEAR                                                 |
| 246835                  | 2009 WA204             | 16 de novembre de 2009 | Kitt Peak            | Spacewatch                                             |
| 246836                  | 2009 WH212             | 18 de novembre de 2009 | Kitt Peak            | Spacewatch                                             |
| 246837 Bethfabinsky     | 2010 CR51              | 13 de febrer de 2010   | WISE                 | WISE                                                   |
| 246838                  | 2010 CN144             | 13 de febrer de 2010   | Catalina             | CSS                                                    |
| 246839                  | 2010 CE148             | 14 de febrer de 2010   | Mount Lemmon         | Mt. Lemmon Survey                                      |
| 246840                  | 2010 DW45              | 17 de febrer de 2010   | Kitt Peak            | Spacewatch                                             |
| 246841 Williamirace     | 2010 DR58              | 24 de febrer de 2010   | WISE                 | WISE                                                   |
| 246842 Dutchstapelbroek | 2010 EZ5               | 2 de març de 2010      | WISE                 | WISE                                                   |
| 246843                  | 2010 EE31              | 4 de març de 2010      | Kitt Peak            | Spacewatch                                             |
| 246844                  | 2010 EM73              | 13 de març de 2010     | Catalina             | CSS                                                    |
| 246845                  | 2010 EE121             | 14 de març de 2010     | Catalina             | CSS                                                    |
| 246846                  | 2010 EY126             | 15 de març de 2010     | Catalina             | CSS                                                    |
| 246847                  | 2010 EO139             | 13 de març de 2010     | Catalina             | CSS                                                    |
| 246848                  | 2010 EL140             | 12 de març de 2010     | Kitt Peak            | Spacewatch                                             |
| 246849                  | 2010 FB48              | 22 de març de 2010     | ESA OGS              | ESA OGS                                                |
| 246850                  | 2010 FP55              | 25 de març de 2010     | Kitt Peak            | Spacewatch                                             |
| 246851                  | 2010 GV24              | 7 d'abril de 2010      | La Sagra             | La Sagra                                               |
| 246852                  | 2010 GM27              | 5 d'abril de 2010      | Mount Lemmon         | Mt. Lemmon Survey                                      |
| 246853                  | 2010 GU30              | 4 d'abril de 2010      | Catalina             | CSS                                                    |
| 246854                  | 2010 GL97              | 7 d'abril de 2010      | Kitt Peak            | Spacewatch                                             |
| 246855                  | 2010 GY116             | 10 d'abril de 2010     | Mount Lemmon         | Mt. Lemmon Survey                                      |
| 246856                  | 2010 GC117             | 10 d'abril de 2010     | Mount Lemmon         | Mt. Lemmon Survey                                      |
| 246857                  | 2010 HU77              | 20 d'abril de 2010     | Kitt Peak            | Spacewatch                                             |
| 246858                  | 2010 HX78              | 25 d'abril de 2010     | Nogales              | Tenagra II                                             |
| 246859                  | 2010 JZ115             | 5 de maig de 2010      | Nogales              | Tenagra II                                             |
| 246860                  | 2010 JK155             | 9 de maig de 2010      | Mount Lemmon         | Mt. Lemmon Survey                                      |
| 246861 Johnelwell       | 2010 KC18              | 17 de maig de 2010     | WISE                 | WISE                                                   |
| 246862                  | 2655 P-L               | 24 de setembre de 1960 | Palomar              | C. J. van Houten, I. van Houten-Groeneveld, T. Gehrels |
| 246863                  | 2697 P-L               | 24 de setembre de 1960 | Palomar              | C. J. van Houten, I. van Houten-Groeneveld, T. Gehrels |
| 246864                  | 6379 P-L               | 24 de setembre de 1960 | Palomar              | C. J. van Houten, I. van Houten-Groeneveld, T. Gehrels |
| 246865                  | 6770 P-L               | 24 de setembre de 1960 | Palomar              | C. J. van Houten, I. van Houten-Groeneveld, T. Gehrels |
| 246866                  | 1356 T-2               | 29 de setembre de 1973 | Palomar              | C. J. van Houten, I. van Houten-Groeneveld, T. Gehrels |
| 246867                  | 2057 T-2               | 29 de setembre de 1973 | Palomar              | C. J. van Houten, I. van Houten-Groeneveld, T. Gehrels |
| 246868                  | 1366 T-3               | 17 d'octubre de 1977   | Palomar              | C. J. van Houten, I. van Houten-Groeneveld, T. Gehrels |
| 246869                  | 4583 T-3               | 16 d'octubre de 1977   | Palomar              | C. J. van Houten, I. van Houten-Groeneveld, T. Gehrels |
| 246870                  | 1993 RX14              | 15 de setembre de 1993 | La Silla             | E. W. Elst                                             |
| 246871                  | 1993 TL14              | 9 d'octubre de 1993    | La Silla             | E. W. Elst                                             |
| 246872                  | 1993 TK23              | 9 d'octubre de 1993    | La Silla             | E. W. Elst                                             |
| 246873                  | 1994 PQ7               | 10 d'agost de 1994     | La Silla             | E. W. Elst                                             |
| 246874                  | 1994 UE7               | 28 d'octubre de 1994   | Kitt Peak            | Spacewatch                                             |
| 246875                  | 1994 WR6               | 28 de novembre de 1994 | Kitt Peak            | Spacewatch                                             |
| 246876                  | 1994 XH2               | 1 de desembre de 1994  | Kitt Peak            | Spacewatch                                             |
| 246877                  | 1995 DZ2               | 24 de febrer de 1995   | Siding Spring        | R. H. McNaught                                         |
| 246878                  | 1995 OY5               | 22 de juliol de 1995   | Kitt Peak            | Spacewatch                                             |
| 246879                  | 1995 SB19              | 18 de setembre de 1995 | Kitt Peak            | Spacewatch                                             |
| 246880                  | 1995 SR54              | 17 de setembre de 1995 | Xinglong             | Beijing Schmidt CCD Asteroid Program                   |
| 246881                  | 1995 TZ2               | 15 d'octubre de 1995   | Kitt Peak            | Spacewatch                                             |
| 246882                  | 1996 BB11              | 24 de gener de 1996    | Kitt Peak            | Spacewatch                                             |
| 246883                  | 1996 BF12              | 24 de gener de 1996    | Kitt Peak            | Spacewatch                                             |
| 246884                  | 1996 EJ15              | 12 de març de 1996     | Kitt Peak            | Spacewatch                                             |
| 246885                  | 1996 GV8               | 13 d'abril de 1996     | Kitt Peak            | Spacewatch                                             |
| 246886                  | 1996 XY4               | 6 de desembre de 1996  | Kitt Peak            | Spacewatch                                             |
| 246887                  | 1996 XK28              | 12 de desembre de 1996 | Kitt Peak            | Spacewatch                                             |
| 246888                  | 1997 CE14              | 3 de febrer de 1997    | Kitt Peak            | Spacewatch                                             |
| 246889                  | 1997 EB7               | 3 de març de 1997      | Kitt Peak            | Spacewatch                                             |
| 246890                  | 1997 EF15              | 4 de març de 1997      | Kitt Peak            | Spacewatch                                             |
| 246891                  | 1997 JY10              | 8 de maig de 1997      | Kitt Peak            | Spacewatch                                             |
| 246892                  | 1997 NU5               | 7 de juliol de 1997    | Kitt Peak            | Spacewatch                                             |
| 246893                  | 1997 OB1               | 29 de juliol de 1997   | San Marcello         | A. Boattini, L. Tesi                                   |
| 246894                  | 1997 SM6               | 23 de setembre de 1997 | Kitt Peak            | Spacewatch                                             |
| 246895                  | 1997 SP8               | 23 de setembre de 1997 | Kitt Peak            | Spacewatch                                             |
| 246896                  | 1997 SV9               | 28 de setembre de 1997 | Kitt Peak            | Spacewatch                                             |
| 246897                  | 1997 SH15              | 28 de setembre de 1997 | Kitt Peak            | Spacewatch                                             |
| 246898                  | 1997 SB31              | 27 de setembre de 1997 | Kitt Peak            | Spacewatch                                             |
| 246899                  | 1997 TB5               | 1 d'octubre de 1997    | Caussols             | ODAS                                                   |
| 246900                  | 1997 WB18              | 23 de novembre de 1997 | Kitt Peak            | Spacewatch                                             |

## 246901-247000
| Nom           | Designació provisional | Data de descobriment   | Lloc de descobriment | Descobridor/s                        |
| ------------- | ---------------------- | ---------------------- | -------------------- | ------------------------------------ |
| 246901        | 1997 WW55              | 28 de novembre de 1997 | Kitt Peak            | Spacewatch                           |
| 246902        | 1998 DT19              | 26 de febrer de 1998   | Kitt Peak            | Spacewatch                           |
| 246903        | 1998 DA22              | 22 de febrer de 1998   | Kitt Peak            | Spacewatch                           |
| 246904        | 1998 FD10              | 24 de març de 1998     | Caussols             | ODAS                                 |
| 246905        | 1998 FH20              | 20 de març de 1998     | Socorro              | LINEAR                               |
| 246906        | 1998 HL10              | 17 d'abril de 1998     | Kitt Peak            | Spacewatch                           |
| 246907        | 1998 KC3               | 23 de maig de 1998     | Kitt Peak            | Spacewatch                           |
| 246908        | 1998 MU1               | 16 de juny de 1998     | Kitt Peak            | Spacewatch                           |
| 246909        | 1998 QV4               | 22 d'agost de 1998     | Xinglong             | Beijing Schmidt CCD Asteroid Program |
| 246910        | 1998 QZ5               | 24 d'agost de 1998     | Caussols             | ODAS                                 |
| 246911        | 1998 QY96              | 19 d'agost de 1998     | Socorro              | LINEAR                               |
| 246912        | 1998 RB41              | 14 de setembre de 1998 | Socorro              | LINEAR                               |
| 246913 Slocum | 1998 SU63              | 23 de setembre de 1998 | Dominion             | G. C. L. Aikman                      |
| 246914        | 1998 SZ124             | 26 de setembre de 1998 | Socorro              | LINEAR                               |
| 246915        | 1998 UK5               | 22 d'octubre de 1998   | Caussols             | ODAS                                 |
| 246916        | 1998 UZ5               | 22 d'octubre de 1998   | Caussols             | ODAS                                 |
| 246917        | 1998 UR18              | 25 d'octubre de 1998   | Oizumi               | T. Kobayashi                         |
| 246918        | 1998 UN27              | 18 d'octubre de 1998   | La Silla             | E. W. Elst                           |
| 246919        | 1998 UB42              | 28 d'octubre de 1998   | Socorro              | LINEAR                               |
| 246920        | 1998 WY3               | 18 de novembre de 1998 | Socorro              | LINEAR                               |
| 246921        | 1998 WT10              | 21 de novembre de 1998 | Socorro              | LINEAR                               |
| 246922        | 1998 WR34              | 17 de novembre de 1998 | Kitt Peak            | Spacewatch                           |
| 246923        | 1998 XW11              | 15 de desembre de 1998 | Socorro              | LINEAR                               |
| 246924        | 1999 AJ1               | 7 de gener de 1999     | Kitt Peak            | Spacewatch                           |
| 246925        | 1999 BG3               | 19 de gener de 1999    | Catalina             | CSS                                  |
| 246926        | 1999 BO11              | 20 de gener de 1999    | Caussols             | ODAS                                 |
| 246927        | 1999 BF32              | 19 de gener de 1999    | Kitt Peak            | Spacewatch                           |
| 246928        | 1999 CV2               | 9 de febrer de 1999    | Ondrejov             | L. Sarounova                         |
| 246929        | 1999 CW129             | 6 de febrer de 1999    | Mauna Kea            | C. Veillet                           |
| 246930        | 1999 ET14              | 14 de març de 1999     | Kitt Peak            | Spacewatch                           |
| 246931        | 1999 HE7               | 19 d'abril de 1999     | Kitt Peak            | Spacewatch                           |
| 246932        | 1999 JR5               | 10 de maig de 1999     | Socorro              | LINEAR                               |
| 246933        | 1999 LN5               | 11 de juny de 1999     | Socorro              | LINEAR                               |
| 246934        | 1999 PL                | 6 d'agost de 1999      | Monte Agliale        | M. M. M. Santangelo                  |
| 246935        | 1999 RB8               | 3 de setembre de 1999  | Kitt Peak            | Spacewatch                           |
| 246936        | 1999 RT13              | 7 de setembre de 1999  | Socorro              | LINEAR                               |
| 246937        | 1999 RF15              | 7 de setembre de 1999  | Socorro              | LINEAR                               |
| 246938        | 1999 RU17              | 7 de setembre de 1999  | Socorro              | LINEAR                               |
| 246939        | 1999 RX30              | 8 de setembre de 1999  | Socorro              | LINEAR                               |
| 246940        | 1999 RK51              | 7 de setembre de 1999  | Socorro              | LINEAR                               |
| 246941        | 1999 RF100             | 8 de setembre de 1999  | Socorro              | LINEAR                               |
| 246942        | 1999 RV101             | 8 de setembre de 1999  | Socorro              | LINEAR                               |
| 246943        | 1999 RF106             | 8 de setembre de 1999  | Socorro              | LINEAR                               |
| 246944        | 1999 RD109             | 8 de setembre de 1999  | Socorro              | LINEAR                               |
| 246945        | 1999 RP116             | 9 de setembre de 1999  | Socorro              | LINEAR                               |
| 246946        | 1999 RC133             | 9 de setembre de 1999  | Socorro              | LINEAR                               |
| 246947        | 1999 RW141             | 9 de setembre de 1999  | Socorro              | LINEAR                               |
| 246948        | 1999 RB142             | 9 de setembre de 1999  | Socorro              | LINEAR                               |
| 246949        | 1999 RE149             | 9 de setembre de 1999  | Socorro              | LINEAR                               |
| 246950        | 1999 RY185             | 9 de setembre de 1999  | Socorro              | LINEAR                               |
| 246951        | 1999 RL191             | 14 de setembre de 1999 | Kitt Peak            | Spacewatch                           |
| 246952        | 1999 RC201             | 8 de setembre de 1999  | Socorro              | LINEAR                               |
| 246953        | 1999 RU201             | 8 de setembre de 1999  | Socorro              | LINEAR                               |
| 246954        | 1999 RH209             | 8 de setembre de 1999  | Socorro              | LINEAR                               |
| 246955        | 1999 RV219             | 4 de setembre de 1999  | Catalina             | CSS                                  |
| 246956        | 1999 RA242             | 14 de setembre de 1999 | Socorro              | LINEAR                               |
| 246957        | 1999 SA4               | 29 de setembre de 1999 | Visnjan              | K. Korlevic                          |
| 246958        | 1999 SG21              | 30 de setembre de 1999 | Kitt Peak            | Spacewatch                           |
| 246959        | 1999 TV3               | 2 d'octubre de 1999    | Ondrejov             | L. Sarounova                         |
| 246960        | 1999 TS20              | 7 d'octubre de 1999    | Goodricke-Pigott     | R. A. Tucker                         |
| 246961        | 1999 TT38              | 1 d'octubre de 1999    | Catalina             | CSS                                  |
| 246962        | 1999 TS39              | 3 d'octubre de 1999    | Catalina             | CSS                                  |
| 246963        | 1999 TG45              | 3 d'octubre de 1999    | Kitt Peak            | Spacewatch                           |
| 246964        | 1999 TG61              | 7 d'octubre de 1999    | Kitt Peak            | Spacewatch                           |
| 246965        | 1999 TS70              | 9 d'octubre de 1999    | Kitt Peak            | Spacewatch                           |
| 246966        | 1999 TX79              | 11 d'octubre de 1999   | Kitt Peak            | Spacewatch                           |
| 246967        | 1999 TY106             | 4 d'octubre de 1999    | Socorro              | LINEAR                               |
| 246968        | 1999 TU125             | 4 d'octubre de 1999    | Socorro              | LINEAR                               |
| 246969        | 1999 TV135             | 6 d'octubre de 1999    | Socorro              | LINEAR                               |
| 246970        | 1999 TX138             | 6 d'octubre de 1999    | Socorro              | LINEAR                               |
| 246971        | 1999 TB149             | 7 d'octubre de 1999    | Socorro              | LINEAR                               |
| 246972        | 1999 TU150             | 7 d'octubre de 1999    | Socorro              | LINEAR                               |
| 246973        | 1999 TA155             | 7 d'octubre de 1999    | Socorro              | LINEAR                               |
| 246974        | 1999 TW155             | 7 d'octubre de 1999    | Socorro              | LINEAR                               |
| 246975        | 1999 TO170             | 10 d'octubre de 1999   | Socorro              | LINEAR                               |
| 246976        | 1999 TY190             | 12 d'octubre de 1999   | Socorro              | LINEAR                               |
| 246977        | 1999 TO220             | 1 d'octubre de 1999    | Catalina             | CSS                                  |
| 246978        | 1999 TB221             | 2 d'octubre de 1999    | Catalina             | CSS                                  |
| 246979        | 1999 TA230             | 3 d'octubre de 1999    | Socorro              | LINEAR                               |
| 246980        | 1999 TQ246             | 6 d'octubre de 1999    | Socorro              | LINEAR                               |
| 246981        | 1999 TG247             | 6 d'octubre de 1999    | Kitt Peak            | Spacewatch                           |
| 246982        | 1999 TM254             | 8 d'octubre de 1999    | Socorro              | LINEAR                               |
| 246983        | 1999 TW254             | 13 d'octubre de 1999   | Socorro              | LINEAR                               |
| 246984        | 1999 TM269             | 3 d'octubre de 1999    | Socorro              | LINEAR                               |
| 246985        | 1999 TZ270             | 3 d'octubre de 1999    | Socorro              | LINEAR                               |
| 246986        | 1999 TL274             | 6 d'octubre de 1999    | Socorro              | LINEAR                               |
| 246987        | 1999 TW291             | 10 d'octubre de 1999   | Socorro              | LINEAR                               |
| 246988        | 1999 TA307             | 3 d'octubre de 1999    | Kitt Peak            | Spacewatch                           |
| 246989        | 1999 TP320             | 10 d'octubre de 1999   | Socorro              | LINEAR                               |
| 246990        | 1999 UO27              | 30 d'octubre de 1999   | Kitt Peak            | Spacewatch                           |
| 246991        | 1999 UY40              | 16 d'octubre de 1999   | Socorro              | LINEAR                               |
| 246992        | 1999 UT41              | 18 d'octubre de 1999   | Socorro              | LINEAR                               |
| 246993        | 1999 US52              | 31 d'octubre de 1999   | Catalina             | CSS                                  |
| 246994        | 1999 UF53              | 20 d'octubre de 1999   | Socorro              | LINEAR                               |
| 246995        | 1999 UU58              | 29 d'octubre de 1999   | Anderson Mesa        | LONEOS                               |
| 246996        | 1999 UQ60              | 31 d'octubre de 1999   | Socorro              | LINEAR                               |
| 246997        | 1999 VG9               | 8 de novembre de 1999  | Visnjan              | K. Korlevic                          |
| 246998        | 1999 VG16              | 2 de novembre de 1999  | Kitt Peak            | Spacewatch                           |
| 246999        | 1999 VN41              | 4 de novembre de 1999  | Kitt Peak            | Spacewatch                           |
| 247000        | 1999 VZ43              | 3 de novembre de 1999  | Catalina             | CSS                                  |